# Нечто (фильм, 1982)
«Не́что» (англ. John Carpenter’s The Thing или просто англ. The Thing) — американский фантастический фильм ужасов 1982 года, снятый Джоном Карпентером, экранизация научно-фантастической повести Джона В. Кэмпбелла-младшего «Кто идёт?» и ремейк фильма 1951 года «Нечто из иного мира».
Главную роль в картине исполнил Курт Рассел. Действие фильма разворачивается на американской научно-исследовательской полярной станции в Антарктиде. Полярники сталкиваются с инопланетным существом, которое убивает обитателей станции и принимает облик своих жертв. Одним из основных мотивов фильма является паранойя, охватывающая героев, которые не знают, кто из них человек, а кто — уже нет.
Джон Карпентер неоднократно говорил, что «Нечто», «Князь тьмы» и «В пасти безумия» составляют «апокалиптическую трилогию» (англ. Apocalypse Trilogy) — цикл фильмов, не имеющих никаких общих сюжетных линий, но объединённых одной темой — противостоянием человека и сверхъестественной тёмной силы.
Тем не менее, фильм не встретил большого отклика аудитории, хоть и не был провальным с точки зрения окупаемости: при бюджете примерно 15 млн долларов США его кассовые сборы в США составили 19 629 760 долларов. Это было вызвано, в основном, тем, что выход «Нечто» совпал по времени с выходом фильма Стивена Спилберга «Инопланетянин», который представлял совершенно другой, оптимистичный и миролюбивый взгляд на встречу человека с инопланетным разумом. «Инопланетянин» стал самым кассовым фильмом года и собрал множество наград.
Однако истинную славу, признание зрителей и статус культового фильма «Нечто» получил в конце 1980-х годов после его выхода на видео и регулярных показов на телевидении. В настоящее время фильм «Нечто» высоко оценивается кинокритиками и поклонниками фильмов ужасов.

## Сюжет
Фильм начинается с падения летающей тарелки на Землю. Зима 1982 года, Антарктида. Полярники на американской исследовательской станции становятся свидетелями того, как их норвежские коллеги преследуют на вертолёте собаку ездовой породы аляскинского маламута, пытаясь подстрелить пса из винтовки. Приземлившись возле американской полярной станции, пилот хочет убить собаку гранатой, но, выронив её, случайно подрывается вместе с вертолётом. Второй норвежец пытается подстрелить пса, но промахивается и ранит в ногу американца Беннингса. Командир станции Гэрри убивает норвежца из табельного револьвера. Собака остаётся в живых, а полярник Кларк позже помещает её в загон к другим собакам.
Пытаясь выяснить причины случившегося, пилот вертолёта Ар Джей Макриди и доктор Коппер отправляются на норвежскую полярную станцию. Обнаруживается, что она разгромлена и отчасти сожжена. Исследуя её, американцы находят тело покончившего с собой полярника, ледяную глыбу, из которой что-то было извлечено, и полусожжённые останки, внешне напоминающие человеческие. Макриди и Коппер отвозят полусожжённые останки и видеозаписи норвежцев на американскую полярную станцию. После этого старший биолог Блэр производит вскрытие тел и обнаруживает, что останки, привезённые с норвежской станции, в основном соответствуют нормальным человеческим.
Собака норвежцев, помещённая в псарню, вечером начинает превращаться в чудовище, которое нападает на других собак и начинает поглощать нескольких из них. Обнаруживший это Кларк, услышавший странные звуки из псарни, и Макриди поднимают тревогу на станции. Макриди пытается убить перерождающееся «нечто» при помощи дробовика. Но оно оказывается невосприимчивым к пулям, и Чайлдс сжигает его из огнемёта. После этого доктор проводит вскрытие тела «собаки-нечто» и сообщает, что данный организм неизвестной природы способен к мимикрии.
Группа просматривает видеозаписи, сделанные норвежцами. Так полярники узнают, что неподалёку от своей полярной станции норвежцы нашли вмёрзший в лёд космический корабль инопланетного происхождения. Макриди, Коппер и Норрис отправляются на место находки инопланетного корабля. Становится ясно, что недалеко от «летающей тарелки» норвежцами было найдено замёрзшее существо инопланетной цивилизации, которое выбралось из корабля после падения. Норвежцы перенесли существо на станцию, где извлекли его из глыбы льда. Существо оказалось чрезвычайно агрессивным и обладало способностью точно имитировать внешний вид и повадки жертвы, раскрывая свою чудовищную природу лишь в последний момент. Существо разгромило станцию и поглотило весь персонал (чьи сожжённые останки и были найдены в начале фильма).
Блэр, работая за компьютером, выясняет, что вероятность заражения инопланетным организмом членов команды — 75 %. Также он вычислил, что, попав на густонаселённый материк, организм сможет ассимилировать целую планету примерно за 27 тыс. часов (более 3-х лет). Фьюкс сообщает Макриди, что обеспокоен поведением Блэра, и зачитывает его исследовательские заметки о «нечто». Уиндоус становится свидетелем сцены ассимиляции Беннингса останками «нечто», привезёнными с норвежской станции. Макриди сжигает Беннингса-монстра и все останки «нечто». В это время Блэр уничтожает средства передвижения, радиостанцию, убивает всех оставшихся в живых собак и открывает стрельбу по коллегам. Остальным членам команды удаётся обезоружить его и изолировать в кладовой. Осознав, наконец, всю серьёзность ситуации, полярники решают выяснить, кто из них ещё человек, а кто уже нет. Коппер предлагает исследовать кровяную сыворотку: смешать кровь каждого из членов группы с незаражённой кровью. Выясняется, что все запасы крови для переливания были кем-то уничтожены. Подозрения падают на начальника станции Гэрри и доктора Коппера.
Заражение инопланетным организмом начинает распространяться по американской станции, хотя некоторое время об этом никто не подозревает.
Отдавая себе отчёт в том, что никто никому не может доверять и неизвестно, кто уже инфицирован, Макриди принимает решение не допустить распространения инфекции. Вскоре обнаруживается, что Фьюкс пропал (незадолго до этого в исследовательской лаборатории странным образом отключается свет). Макриди, Уиндоус и Ноулс отправляются на поиски и находят его сожжённые останки. Макриди замечает горящий свет в своём кабинете и отправляется туда с Ноулсом. Они долго не возвращаются, и полярники заколачивают двери изнутри. В это время возвращается Ноулс и сообщает, что он нашёл в жилище Макриди его разорванную куртку. Оставшиеся начинают подозревать Макриди в том, что он уже не человек, и ополчаются против него. Угрожая поджечь динамитную шашку, вернувшийся Макриди заставляет остальных членов команды сложить оружие. В это время у Норриса случается остановка сердца, а Коппер пытается произвести ему реанимационные мероприятия. Однако геолог оказывается заражённым «нечто», и его грудная клетка «откусывает» руки доктору. После этого Макриди сжигает Норриса-нечто из огнемёта.
Макриди решает проверить кровь всех полярников, предварительно привязав их к стульям. Для проверки он намерен использовать накалённую проволоку, считая, что кровь инопланетного организма отреагирует. Кларк пытается напасть на Макриди, но тот убивает его выстрелом в голову. При проверке крови членов команды выясняется, что Палмер является «нечто», которое успевает ассимилировать Уиндоуса. Их обоих сжигают огнемётом. Остальные, по результатам проведённого теста, пока что остаются незаражёнными. Отправившись в кладовую к Блэру, полярники узнают, что он уже был превращён и сбежал, а в вырытой им под полом пещере сооружал летательный аппарат, но закончить не успел. На станции отключается электричество. Макриди понимает, что из-за безвыходности ситуации «нечто» хочет «замёрзнуть» и переждать время до прихода спасательной команды. Полярники решают ценой своих жизней не допустить этого и взорвать всю станцию. Во время поисков «Блэра-нечто» и попытки подорвать подвал с неработающим электрическим генератором чудовище убивает начальника станции Гэрри, а повар Ноулс без вести пропадает. Затем существо нападает на Макриди, но он взрывает его шашкой динамита вместе со всеми постройками полярной станции. В итоге станция оказывается полностью уничтоженной. В живых остаются только Чайлдс и Макриди. Чайлдс предлагает Макриди придумать способ выбраться с базы, но тот не уверен, что Чайлдс по-прежнему остаётся человеком, и предлагает подождать, несмотря на то, что им грозит гибель на морозе.

## Финал фильма
Финал специально оставляет судьбу Чайлдса и Макриди неясной, чтобы зритель мог сам её додумать. Джон Карпентер упоминал, что если он когда-нибудь сделает сиквел, то в нём Чайлдс и Макриди оба будут эвакуированы командой спасателей, которые откликнулись на сообщения Уиндоуса (по сюжету Уиндоусу всё-таки удалось наладить связь до того, как обезумевший Блэр разбивает радиоаппаратуру). Судьба этих персонажей по-разному прослеживается в многочисленных неофициальных сиквелах — в одних заражённым оказывается Чайлдс, в других — Макриди, в третьих — они оба не являются заражёнными. В дополнительной альтернативной концовке для одной из телеверсий фильма демонстрируется утро следующего дня, где от сгоревшей базы по снегу бежит собака, которая, по-видимому, захвачена «нечто», что косвенно намекает на то, что Чайлдс и Макриди в конечном итоге замёрзли. Видеоигра 2002 года, которая является сиквелом, показывает замёрзшего Чайлдса и живого Макриди в финальной сцене. В 2008 году на хоррор-конвенции «Q&A session» Кита Дэвида спросили, знает ли он, был ли кто-то из них двоих всё же заражён, на что Дэвид ответил, что он не знает насчёт Макриди, но в том, что Чайлдс не был захвачен «нечто», он уверен точно. Оператор фильма Дин Канди рассказал о том особом свете, который можно увидеть в глазах человеческих персонажей, который может выдать, кто человек, а кто Нечто, причем последние моменты фильма показывают, что Макриди имеет свет в глазах, а у Чайлдса их, кажется, нет. Однако сам Карпентер опроверг эти слова, заявив, что Канди «даже не догадывается», и что только он сам знает, кто Нечто, а кто нет в самом конце, но кто, он не скажет. Когда Карпентеру в интервью сказали «Единственное, что можно утверждать с точностью к концу фильма — это то, что Макриди не был „нечто“, верно?», на что Карпентер, рассмеявшись, ответил: «Он мог [им] быть…».

## Создатели фильма
| - Режиссёр — Джон Карпентер - Сценарист — Билл Ланкастер - Продюсер — Дэвид Фостер, Ларри Дж. Франко, Лоуренс Турман; сопродюсер — Стюарт Коэн - Исполнительный продюсер — Уилбур Старк - Оператор — Дин Канди - Монтажёр — Тодд С. Рамсей - Художник-постановщик — Джон Дж. Ллойд - Композитор — Эннио Морриконе - Постановщик трюков — Дик Уорлок - Специальные эффекты и специальный грим — Роб Боттин - Специальные эффекты — Рой Арбогаст, Дэвид П. Келси, Лэнс Андерсон и др. - Оптические спецэффекты — Питер Куран |

### В ролях
- Курт Рассел — Роланд Джеймс «Ар Джей» Макриди, пилот вертолёта, главный герой фильма.
- Уилфорд Бримли — Доктор Блэр, старший биолог. Заражён пришельцем (супер-нечто), взорван Макриди.
- Томас Кент Картер — Ноулс, повар. Самый молодой член команды полярников. Пропал без вести во время поиска Блэра (вероятнее всего, был убит пришельцем).
- Дэвид Кленнон — Палмер, помощник пилота. Ассимилирован пришельцем, сожжён и взорван Макриди.
- Кит Дэвид — Чайлдс, старший механик. Недолюбливает Макриди.
- Ричард Аллен Дайсарт — Доктор Коппер, врач. Умер от болевого шока, когда Норрис-нечто откусил ему руки.
- Чарльз Хэллахан — Вэнс Норрис, геолог. Заражён пришельцем. Сожжён Макриди из огнемёта.
- Питер Мэлони — Джордж Беннингс, метеоролог. Давний друг Гэрри. Ассимилирован пришельцем, сожжён Макриди.
- Ричард Мазур — Кларк, кинолог, очень любит собак. Застрелен Макриди, хотя и не был ассимилирован.
- Дональд Моффат — Гэрри, капитан станции. Дружил с Беннингсом на протяжении 10 лет. Убит ассимилированным Блэром.
- Джоел Полис — Фьюкс, помощник биолога. Из всей команды, по всей видимости, больше всего доверял Макриди. Сгорел при невыясненных обстоятельствах.
- Томас Дж. Уэйтс — «Уиндоус» (Санчес), связист. Заражён Палмером-нечто. Сожжён Макриди.
- Норберт Вайссер — Матиас, норвежец, пилот вертолёта[К 5]. Погиб в результате несчастного случая: подорвался на собственной гранате.
- Ларри Дж. Франко — Ларс, норвежец с винтовкой[К 6]. Ранил Беннингса в ногу при попытке застрелить собаку-нечто, после чего был убит Гэрри выстрелом в глаз из табельного оружия.
- Нейт Ирвин — пилот вертолёта.
- Уильям Земан — пилот.
- Эдриенн Барбо — голос шахматного компьютера (в титрах отсутствует).
- Джон Карпентер — норвежец (из видеоматериалов, в титрах отсутствует).
- Дик Уорлок — норвежец (из видеоматериалов, в титрах отсутствует).

## Работа над фильмом

### Истоки
В основе сценария фильма «Нечто» находится рассказ американского писателя Джона Вуда Кэмпбелла-младшего «Кто идёт?» (англ. «Who Goes There?»), который был впервые опубликован 26 августа 1938 года в журнале «Astounding Science-Fiction». Кэмпбелл подписался псевдонимом Дон Стюарт (англ. Don A. Stuart), по имени своей жены — Донны Стюарт. Этот рассказ был написан автором в возрасте двадцати восьми лет и стал последней серьёзной работой в карьере Кэмпбелла как писателя. Рассказ «Кто идёт?» повествует о группе американских исследователей, нашедших в Антарктике потерпевший крушение инопланетный летательный аппарат и замёрзшую инопланетную форму жизни. После того, как находку доставили на исследовательскую станцию, учёные решили разморозить инопланетный организм, который оказался чрезвычайно опасным и способным имитировать любое живое существо, с которым ему удалось побывать в физическом контакте. Часть учёных превращается в «инопланетные копии», а оставшиеся в живых люди пытаются найти способы определения, кто из них остался человеком, а кто стал инопланетной формой жизни. В конечном итоге им удается найти простой метод, с помощью которого им удалось вычислить и уничтожить инопланетных клонов, предотвратив заражение всего человечества.
Впервые рассказ «Кто идёт?» был адаптирован для кинематографа и экранизирован в 1951 году. Компания «RKO Pictures» выпустила научно-фантастический фильм «Нечто из иного мира» (англ. The Thing from Another World). Его продюсером, сценаристом и фактическим режиссёром выступил Ховард Хоукс, хотя формально режиссёром числится Кристиан Найби. В фильме отсутствовал один из главных элементов оригинального рассказа — способность инопланетного пришельца принимать форму любого живого существа. В результате такого сценарного решения герои фильма сталкиваются с растениеподобным существом, внешне напоминающим чудовище Франкенштейна. Кинокартина имела большой успех у зрителей и стала одной из первых кинолент, в которых инопланетяне прибывают на Землю с недружественными намерениями. Историки кино считают, что данный кинофильм наряду с фильмом Роберта Уайза «День, когда остановилась Земля» находится у истоков повышенного интереса кино 1950-х годов к научной фантастике, который преимущественно был обусловлен напряжённостью отношений и холодной войной между СССР и Западом, а также развитием молодёжной культуры в США.

### Замысел
В 1976 году права на рассказ Джона Кэмпбелла были перекуплены у Уибара Старка телевизионным продюсером Стюартом Коэном (англ. Stuart Cohen). Он показал рассказ кинопродюсерам Лоуренсу Турману (англ. Lawrence Turman) и Дэвиду Фостеру (англ. David Foster), которые заключили контракт с киностудией Universal о производстве новой экранизации рассказа. Стюарт Коэн был лично знаком с Джоном Карпентером, поддерживал с ним отношения с кинофакультета Университета Южной Калифорнии. Во время встречи в 1975 году в Лос-Анджелесе они обсуждали данный рассказ, а также возможность его экранизации. Коэн рекомендовал Джона Карпентера на должность режиссёра будущей экранизации, но руководство киностудии Universal первоначально отклонило его кандидатуру.
Вместо него руководство студии по контракту пригласило Тоба Хупера и Кима Хенкеля. Однако Стюарту Коэну не понравился написанный ими вариант сценария, а также и последующие две версии сценария от сторонних авторов. Проект был приостановлен до лета 1979 года, когда на экраны вышел фильм «Чужой» режиссёра Ридли Скотта. Кинокартина пользовалась успехом у зрителей, и на волне возникшего интереса к фильмам подобного жанра студия Universal решила возобновить работы над проектом. Также ранее в октябре 1978 года в прокат вышел фильм Джона Карпентера «Хэллоуин», который оказался одними из самых коммерчески успешных независимых фильмов того времени. Карпентер выразил своё восхищение фильмом «Нечто из иного мира», показав его на телеэкране в одной из сцен своего фильма «Хэллоуин». После этих двух событий студия всё же заключила контракт с Джоном Карпентером, по которому он становился режиссёром будущего фильма.

### Сценарий
В августе 1979 года в качестве сценариста фильма был приглашён Билл Ланкастер, сын известного актёра Берта Ланкастера. Режиссёр Джон Карпентер, продюсер Стюарт Коэн и новый сценарист пришли к соглашению, что необходимо вернуться к концепции оригинального рассказа Кэмпбелла и показать в фильме существо, обладающее способностью изменять форму тела и имитировать любое живое существо. Вскоре Билл Ланкастер представил первые 40 страниц чернового варианта сценария, в котором 37 персонажей оригинального рассказа были сокращены до 12, было изменено начало истории (ретроспектива была заменена на погоню среди снегов). Также в рассказе Кэмпбелла, в отличие от сценария, замёрзшего чужого находили сразу американцы, так как в Антарктиде не было исследователей из других стран, а начальник станции Гэрри погибал от ассимиляции «нечто», а не от «рук» Блэра. Был существенно переработан и финал, превратившийся из победы людей над инопланетным существом в схватку с неопределённой, по сути, безысходной, апокалиптической концовкой. Написание первого чернового варианта сценария было завершено во второй половине 1980 года. Сценарий в дальнейшем претерпел ряд мелких изменений: имя персонажа Санчеса было изменено на Симмонса (во второй версии сценария от 4 марта 1981 года), а затем на Уиндоуса — в окончательной версии. Возраст персонажей также был изменён: Макриди с 32 до 35 лет, а Палмера с 27 до 35 лет. В конечном итоге, последний вариант сценария от 28 июля 1981 года был принят к производству.

### Подбор актёров
Чтобы правдоподобно показать в фильме образы персонажей сценария, менеджер по кастингу Анита Данн вместе с Джоном Карпентером приступили к формированию актёрского ансамбля из 12 человек. Среди выбранных ими актёров было несколько уже относительно известных зрителям. Но никто из них не был настолько известным, чтобы заставить зрителей усомниться в реалистичности происходящих в фильме событий (именно такого ощущения реализма у зрителей стремился добиться Джон Карпентер). Исключением был только Курт Рассел, выбранный студией на главную роль — Макриди. Его узнаваемость для зрителей и сотрудничество с Карпентером во время работы над фильмами «Элвис» и «Побег из Нью-Йорка» придавали уверенности остальным членам съёмочной группы.
Также Карпентер в роли Норриса хотел видеть Дональда Плезенса, сыгравшего доктора Лумиса в его фильме «Хэллоуин», но Плезенс не смог принять участие в фильме из-за своего графика съёмок в других кинокартинах.
В фильме отсутствуют женские персонажи: единственная женская роль была в черновой версии сценария, но впоследствии Джон Карпентер решил отказаться от неё и оставить только мужские роли.
Эдриенн Барбо (англ. Adrienne Barbeau), являющаяся на то время женой Джона Карпентера, озвучила компьютер, с которым Мак-Риди играл в шахматы, но в финальных титрах её имя не упоминается.

### Создание образа «нечто»
В переработанной концепции Джон Карпентер, как режиссёр фильма, хотел показать существо, ничем не напоминающее человека, в противовес пришельцу, показанному в предыдущей экранизации — в фильме «Нечто из иного мира». Для решения этой задачи продюсеры Лоуренс Турман и Дэвид Фостер пригласили иллюстратора Дейла Кайперса, с которыми они вместе работали над фильмом «Пещерный человек» (англ. Caveman). Его также рекомендовал Рой Арбогаст — один из создателей специальных эффектов, задействованный в съёмках будущего фильма. В начале 1981 года Кайперс встретился с Карпентером и нарисовал пробный эскиз. Согласно его концепции, «нечто» должно было быть существом, способным самостоятельно создавать форму своего тела, с конечностями, принимающими любые формы. Это позволяло существу прицепляться к голове жертвы и сканировать альфа-волны её мозга, чтобы воссоздать её точную копию. По задумке Кайперса, инопланетное существо могло испускать галлюциногенный газ, вызывавший видения. Кайперсом также были сделаны модели нарисованных им существ. Джон Карпентер одобрил эти идеи и привлёк Кайперса к работе над фильмом. Но вскоре после этого с художником произошёл несчастный случай, и ему требовалось около двух месяцев на период восстановления. Карпентера не устраивала возможная задержка проекта, и он передал наработки Кайперса Робу Боттину — мастеру по специальному гриму и спецэффектам, привлечённому к созданию фильма. Боттин был учеником Рика Бэйкера и уже работал с Джоном Карпентером при создании фильма «Туман» (англ. The Fog, 1980). На момент создания фильма «Нечто» Робу было всего 22 года, но это был уже восьмой фильм в его фильмографии. Боттин только что закончил работу над фильмом Джо Данте «Вой». Приступая к созданию образа «нечто», он не хотел соперничать с образом пришельца из вышедшего в 1979 году фильма «Чужой». И хотя ему нравилась общая концепция «нечто», он хотел, чтобы образ меньше всего напоминал ксеноморфа. Боттин не любил работать с чужими эскизами и поэтому выдвинул свою собственную, новую концепцию «нечто». Он предложил существо, способное в любой момент принимать любую форму своих жертв, включая их отдельные части либо их комбинации. Боттин разрабатывал внешний вид «нечто» совместно с Майклом Плугом, который с Ментором Хьюбнером занимался раскадровкой съёмок фильма. Сценарист Билл Ланкастер также принимал участие в обсуждениях и соответствующим образом изменял сценарий. Роб так много работал, что из-за истощения попал в больницу.

### Место проведения съёмок
Самой большой проблемой, с которой столкнулся художник-постановщик фильма Джон Ллойд, был поиск подходящей натуры, на которой можно было бы построить реалистичные декорации антарктической исследовательской станции. После исключения штата Монтана, в котором проводились съёмки фильма «Нечто из иного мира» 1951 года, Ллойд со своей командой отправился на поиски подходящей местности в Британскую Колумбию в Канаде. В результате поездки хорошее место было найдено недалеко от городка Стюарт, расположенного у края ледника. Плато было окружено небольшими горными вершинами, что создавало живописные задние планы для съёмок. Строительство декораций должно было закончиться в течение летних месяцев, когда снег в этой местности, за исключением ледника, отсутствовал. Из городка Стюарт до места строительства можно было добраться только по узкой шахтёрской дороге. Строительство декораций заняло несколько недель. По его окончании начался снегопад, поставивший вопрос о расчистке дороги для доставки дополнительного оборудования. К началу съёмок фильма, стартовавших в декабре, декорации исследовательской полярной станции были готовы.

### Съёмки
Фильм был снят на 35-мм киноплёнку киносъёмочными аппаратами Panavision с использованием одноимённой оптики и широкоэкранного формата «Панавижн-35» (англ. Panavision-35).
Производственный отдел фильма, под давлением Гильдии режиссёров, был вынужден начать съёмки, согласно графику, в июне 1981 года. Заснеженные пейзажи ледяных полей были отсняты за две недели в административном округе Джуно, на Аляске. Эти кадры, на которых вертолёт норвежцев преследует собаку, бегущую по снежной пустыне, стали начальной частью кинокартины.
Вторая съёмочная группа под руководством Стюарта Коэна и Джона Карпентера отправилась на короткий срок на настоящую исследовательскую станцию. В это время мастера по спецэффектам — Боттин и Плуг — занимались разработкой и подготовкой эффектов для эпизодов, съёмки которых начались в августе 1981 года в специально охлаждаемом съёмочном павильоне киностудии Universal. Температура в охлаждаемом павильоне поддерживалась на уровне +4 °C при помощи сухого льда, определённой влажности и др. Сложности создания охлаждённых декораций усиливались тем, что лето 1981 года стало одним из самых жарких в истории Лос-Анджелеса. Всё это создавало массу проблем и актёрам, и всей съёмочной группе, потому что резкий переход из тепла в холод и обратно тяжело переносился большинством людей.
Затем съёмки были возобновлены в декабре 1981 года. Они проходили в течение трёх недель неподалёку от местечка Стюарт в Британской Колумбии, где были построены декорации полярной исследовательской станции.

### Спецэффекты
Работа над спецэффектами в фильме «Нечто» началась в апреле 1981 года, длилась 57 недель и была окончена в конце мая 1982 года.
В павильоне киностудии были отсняты все эпизоды, в которых актёры взаимодействовали с «нечто». Когда основное подразделение закончило съёмки в октябре 1981 года, работа над спецэффектами продолжилась ещё в течение шести недель в специализированном профильном подразделении киностудии Universal-Hartland. В этот период Боттин возглавил команду из сорока дизайнеров, художников, скульпторов и операторов, которые «оживляли» «нечто».
Хотя задуманные спецэффекты существ «нечто» были весьма амбициозны для своего времени, для их создания применялись простейшие технологии. Для макетов существ делались глиняные скульптуры, по ним изготавливались формы из вспененного латекса, к которым приделывались необходимые детали и устанавливались аниматронные механизмы. В своей работе над спецэффектами в фильме Роб Боттин применил все известные и доступные ему в то время технологии и материалы: аниматронику (гидравлику, пневматику, радиоуправление), технику обратного воспроизведения отснятого материала и т. д. Им применялись такие материалы, как желатин, уретан, оргстекло, резина, пенолатекс и лубрикант компании «KY Jelly» (который использовался для создания слюны чужого в одноимённом фильме). Боттин использовал для спецэффектов и нетрадиционные материалы: разогретую и расплавленную жевательную резинку, клубничное варенье, майонез и пищевые наполнители.
На спецэффекты первоначально было выделено 750 000 $ из общего бюджета фильма, однако, в конечном счёте, сумму пришлось увеличить до 1,5 млн $.
После того, как основное подразделение окончило съёмки, Майкл Плуг уехал в Лондон, чтобы приступить к работе над съёмками фильма «Супермен 3», а иллюстратор Ментор Хьюбнер продолжил работу с Боттином. В начале 1982 года подразделение спецэффектов начало испытывать давление приближающихся сроков сдачи работы, после того как выход фильма в прокат был запланирован на июль. В марте 1982 года Боттин работал по 18 часов в день, из-за чего был госпитализирован с диагнозом «нервное истощение». В то же время, чтобы не отставать от графика работы, одну сцену со специальными эффектами было доверено воплотить в жизнь Стэну Уинстону, который на тот момент окончил работу над созданием спецэффектов к фильму «Побег роботов» (англ. Heartbeeps). «Собака-нечто» для съёмок сцены на псарне была изготовлена командой Уинстона, и его квалифицированная помощь помогла Боттину уложиться в съёмочный график при создании данного эпизода.
Первая часть сцены с собакой-«нечто» была сделана самим Боттином. В этой сцене он применял технику «обратной» съёмки, которая использовалась при создании щупалец, обматывающих мёртвую собаку, — щупальца втягивались внутрь, отпуская чучело собаки. Вторая часть сцены создавалась при поддержке команды Уинстона. Кукла имела радиоуправляемые глаза, а кабели позволяли управлять движениями ног и носа, что создавало вид скалящейся собаки. Под полом, внутри куклы находился Ланс Андерсон, который управлял всеми движениями головы куклы. Сам Стэн Уинстон отказался от упоминания своего имени в титрах фильма, отметив, что вся заслуга по созданию спецэффектов принадлежит Робу Боттину. Но Уинстону всё равно выразили благодарность, упомянув его в финальных титрах фильма. Все спецэффекты, происходящие на экране после сцены с перерождением пса-нечто, — неузнаваемое существо с одним глазом, выпускавшее «цветок», образованный собачьими языками с зубами, — являются плодом работы Роба Боттина. Сам он в интервью заявляет, что это не цветок, а конструкция, состоящая из нескольких собачьих языков с клыками по периметру.
Одним из самых эффектных и запоминающихся эпизодов фильма с использованием специальных эффектов стал тот, в котором выяснилось, что персонаж Чарльза Хэллахана Норрис тоже оказался жертвой «нечто» — доктор Коппер пытается реанимировать его путём дефибрилляции, однако грудная клетка Норриса раскрывается и откусывает врачу руки. После этого отделившаяся от туловища голова Норриса трансформируется в паукообразное существо, пытающееся скрыться на тонких ножках. Для съёмок этой сцены команда Боттина создала гидравлическую конструкцию с копией тела актёра сверху неё. В данной сцене настоящей была только голова, шея и плечи актёра. На месте груди и живота находилась установка, которая должна была открыться, разорвав силиконовую кожу, и «откусить» руки другому персонажу. Также для этой сцены на роль доктора Коппера был найден дублёр, у которого из-за несчастного случая на работе были ампутированы до уровня локтей руки. На голову дублёру была надета силиконовая маска лица Ричарда Э. Дайсарта, исполнявшего роль доктора. Руки, которые откусывала грудная клетка «нечто», были выполнены из лубриканта KY Jelly, кости были изготовлены из парафина, а вены и артерии — из силикона и резины. Следующая сцена данного эпизода снималась после окончания съёмочного периода: шея «нечто» начинала постепенно вытягиваться, отделяя голову от тела. Под крышкой стола находились два ассистента, которые управляли движениями головы и накачивали жидкость в разрывающиеся сосуды. При подготовке к созданию этой сцены у Боттина возникли сложности — у него не было материала, который мог бы растягиваться настолько сильно. Поэтому его команде пришлось экспериментировать с разными смесями. В результате, она остановилась на смеси из расплавленной пластмассы с жевательной резинкой. В следующей сцене эпизода была использована техника обратной перемотки, когда щупальца, вырастающие изо рта головы, цеплялись за мебель. На деле же снимался момент отцепления и втягивания щупальцев в рот, а потом при монтаже фильма плёнку просто прокручивали в обратную сторону. Отрастив паучьи ноги (в данный момент под псевдополом куклой головы управляли кукловоды), голова постепенно двигалась к выходу. Здесь Боттин использовал радиоуправляемую модель.
В сценарии «Нечто» не было появления Блэра в человеческом обличье. Однако Джон Карпентер решил показать зрителям, что данный монстр — это именно Блэр, поэтому в фильм была включена короткая сцена с ним и Гэрри. Она создавалась методом обратной перемотки отснятого материала: пальцы Блэра извлекались из специального грима в виде силиконовой кожи на лице Дональда Моффата.
Для снятия сцены с разлетающимся деревянным настилом на полу под полом съёмочного павильона был сооружён направляющий жёлоб, в который поместили тяжёлый шар, прикреплённый к скоростной лебедке. Когда шар тащили по жёлобу, он подкидывал вверх доски помоста. Данная сцена снималась одновременно несколькими камерами, чтобы показать происходящее с разных ракурсов.
Для финальных сцен также была создана модель «нечто», которая позже была отснята с использованием покадровой анимации. Нужные кадры были отсняты, но в финальную версию фильма они не вошли, так как было очень заметно, что происходящее на экране является покадровой анимацией. Джон Карпентер оставил в фильме лишь короткую часть отснятого материала с покадровой анимацией.
Для фильма Альберт Уитлок (англ. Albert Whitlock), известный художник мэт-пэйнтер, работавший с Альфредом Хичкоком, сделал несколько рисованных изображений для создания в кадре иллюзии окружающей среды. Это были изображения летающей тарелки, находящейся в ледяном кратере, которые затем помещались на переднем либо заднем плане. Актёров для этих сцен снимали на фоне хромакея (синего экрана).
Дизайн названия картины во вступительных титрах был позаимствован из оригинального фильма. Буквы названия были нарисованы на прозрачной плёнке, используемой в мультипликации. За ней находился аквариум, заполненный дымом. Между надписью и аквариумом была помещена рама с натянутым чёрным полиэтиленовым пакетом. Позади всей конструкции была установлена лампа — источник лучей света, проходящих сквозь буквы. Полиэтиленовый пакет был подожжён, и при помощи подобного способа были отсняты «выгорающие» буквы названия фильма: «The Thing». Автором, исполнителем и оператором этой сцены является Питер Куран.

## Забракованный материал
Часть отснятого материала была забракована и в окончательную версию фильма не попала. Например, несколько сцен на полярной станции норвежцев. В одной из них американцы обнаруживали тело, прибитое гарпуном к входной двери, а другое тело выпадало из шкафа. В ещё одной забракованной сцене были показаны замёрзшие растения в теплице полярной станции — своеобразная отсылка Карпентера к фильму 1951 года. Из финальной версии фильма также были удалены некоторые реплики в диалогах.
Из-за откровенной нереалистичности покадровой анимации, из фильма была исключена сцена убийства Ноулса одной из форм «нечто», названной создателями «монстром из коробки» (англ. boxmonster). Появление монстра могло бы напоминать гигантского «чёртика из табакерки», поэтому от съёмок такой сцены решено было отказаться. В фильме Ноулс просто исчезает, проходя по коридору.
У фильма было снято три альтернативных финала. Первым была концовка, показанная в театральной версии фильма — Чайлдс и Макриди ожидают развязки рядом с горящей базой. Второй финал был снят на случай, если финал из прокатной версии будет негативно воспринят на тест-просмотрах — Макриди успешно сдаёт анализ крови, показывающий, что он не был заражён, однако сюжет этого финала не раскрывал, был ли Чайлдс заражён (эта версия никогда не демонстрировалась ни в каких дополнительных материалах). Третий финал был дополнением к финалу из прокатной версии — зрителю показывают утро следующего дня: по снегу прочь от сгоревшей базы (саму базу не показывают, только три густых струи дыма над горизонтом) бежит, очевидно, заражённый, аляскинский маламут. Собака на мгновение останавливается, оборачивается, затем бежит дальше (эта версия косвенно намекала, что Чайлдс и Макриди не были заражены и, скорее всего, погибли).

## Саундтрек
Кинокартина «Нечто» стала первой в карьере Джона Карпентера, к которой музыку написал не он сам. Изначально композитором фильма должен был стать Джерри Голдсмит. Однако он выбыл из проекта, и его место занял Эннио Морриконе, который написал музыкальные композиции, похожие на работы самого Карпентера. Все композиции саундтрека к фильму были написаны Морриконе. Главная музыкальная тема фильма под названием «Humanity (Part II)» представляет собой минималистическую синтезаторную композицию. Повторяющийся, подобный сердцебиению, ритм придаёт фильму особенную напряжённость и вызывает у зрителя предчувствие чего-то плохого, чувство тревоги и безнадёжности.
Саундтрек примечателен тем, что он является одной из ранних партитур Морриконе для электронных музыкальных инструментов. В нём улавливается влияние плодотворной работы Карпентера в музыке, а также повлиявшей, в свою очередь, на самого Карпентера музыкальной группы «Goblin». В целом саундтрек создаёт мрачную атмосферу страха и безнадёжности, подчёркивая её устрашающими оркестровыми интермедиями.
Треклист
1. «Humanity (Part 1)» — 6:50
2. «Shape» — 3:16
3. «Contamination» — 1:02
4. «Bestiality» — 2:56
5. «Solitude» — 2:58
6. «Eternity» — 5:35
7. «Wait» — 6:22
8. «Humanity (Part 2)» — 7:15
9. «Sterilization» — 5:12
10. «Despair» — 4:58

Оригинальный саундтрек к фильму под названием «The Thing — Original Motion Picture Soundtrack» впервые был выпущен в 1982 году лейблом MCA Records в формате виниловой пластинки. В формате аудио CD саундтрек был переиздан лейблом Varèse Sarabande в 1991 году.
Кроме того, в фильме звучит песня Стиви Уандера «Superstition», однако она не входит в список официального саундтрека фильма.
Позднее музыка, не попавшая в оригинальный фильм, была использована Квентином Тарантино в его картине «Омерзительная восьмёрка». За саундтрек к этой картине Морриконе был удостоен множества наград, включая «Оскар».

## История проката
Открытая премьера фильма состоялась в пятницу 25 июня 1982 года в Лос-Анджелесе в кинотеатре «Hollywood Pacific Theatre» с предшествовавшим показу вступлением Кассандры Петерсон в образе Эльвиры.
По системе рейтингов Американской киноассоциации фильм «Нечто» получил рейтинг , в связи с чем подростки до 17 лет допускались на него только в сопровождении одного из родителей либо законного представителя.
Для показа в кинотеатрах фильм был отпечатан в широкоэкранном формате на стандартной киноплёнке 35-мм и в широкоформатной версии на 70-мм киноплёнке с соотношением сторон экрана 2,35:1 и 2,20:1 (для 70-мм плёнки). Фильмокопии отпечатаны гидротипным способом по системе «Техниколор» (англ. Technicolor) и со звуковым сопровождением в цифровом формате Dolby Stereo.
Студия Universal выпустила «Нечто» одновременно с несколькими фильмами 1982 года, которые продолжали выбранную студией направленность на научную фантастику класса «А», фильмы ужасов и фэнтези.
«Я тяжело переживаю каждую неудачу. И тяжелее всего переживал по поводу «Нечто». Моя карьера сложилась бы по-другому, если бы он стал большим хитом... Фильм ненавидели. Даже фанаты научной фантастики. Они считали, что я предал в некотором роде доверие, их нападки были просто безумными. Даже режиссёр оригинального фильма Кристиан Найби нагрубил мне.
Фильм относительно неудачно прошёл в прокате: при официально заявленном бюджете в 15 000 000 долларов США кассовые сборы в мире составили 19 629 760 долларов, 13 782 838 долларов из которых фильм заработал непосредственно в США. За первый уик-энд показа фильм демонстрировался на 840 экранах и смог собрать 3 107 897 долларов (восьмое место в общем рейтинге).
Неудача была вызвана рядом факторов и отчасти объясняется тем, что выход «Нечто» совпал по времени с выходом фильма Стивена Спилберга «Инопланетянин», который стал самым кассовым фильмом года и собрал множество наград. «Инопланетянин» представлял совершенно другой, оптимистичный взгляд на встречу человека с инопланетным разумом. После позитивного семейного фильма Спилберга мало кто из зрителей хотел увидеть фильм с ужасным перерождающимся монстром, который мог захватить всё человечество. Также неблагоприятно на кассовые сборы фильма повлиял тот факт, что премьера «Нечто» состоялась в один день с премьерой научно-фантастического фильма Ридли Скотта «Бегущий по лезвию» (англ. Blade Runner), который, по итогам проката, за первый уик-энд занял второе место в бокс-офисе.

### Выход фильма на видео
Первые тиражи фильма распространялись на видеокассетах. В каталогах интернет-магазина Amazon.com на 2015 год всё ещё имелись VHS-издания данного фильма.
Впервые «Нечто» на DVD для первого региона было издано 9 сентября 1998 года. Диск содержал английскую, французскую, испанскую аудиодорожки в формате Dolby Digital 5.1 и Dolby Digital Surround. На диске имелись дополнительные материалы к фильму: аудиокомментарии Джона Карпентера и Курта Рассела, «Нечто: Ужас обретает форму» — 80-минутный фильм о создании «Нечто», различные текстовые и фотоматериалы о создании фильма, оригинальный трейлер.
15 ноября 1999 года Columbia Tristar выпустила фильм на DVD для второго региона. Диск содержал английскую, польскую, французскую, итальянскую звуковые дорожки, а также ряд дополнительных материалов к фильму: «Нечто: Ужас обретает форму», оригинальный трейлер, различные текстовые и фотоматериалы о создании фильма.
26 октября 2004 года состоялся релиз коллекционного издания «Нечто» на DVD для первого региона. Наряду с отреставрированной версией фильма диск также содержал расширенные дополнительные материалы к фильму: аудиокомментарии Джона Карпентера и Курта Рассела, «Нечто: Ужас обретает форму» — фильм о создании «Нечто», оригинальный трейлер, различные текстовые и фотоматериалы о создании фильма, включая концепт-арты и раскадровки сцен из фильма. Фильм был издан с английской звуковой дорожкой в формате Dolby Digital 5.1 и французской в формате Dolby Digital 2.0, а также французскими субтитрами.
24 октября 2006 года Universal Studios выпустила фильм на HD DVD с английской и французской звуковыми дорожками в формате Dolby Digital 2.0, а также дополнительными материалами к фильму, идентичными таковым из изданий фильма на DVD. В 2007 году было выпущено другое издание «Нечто» на HD DVD для второго региона, не содержащее дополнительных материалов к фильму.
30 сентября 2008 года в США состоялся релиз «Нечто» на Blu-ray. Фильм был выпущен на однослойном носителе (25GB Blu-ray Disc). Звуковых дорожек на диске две: английская в формате DTS-HD Master Audio 5.1 и французская в формате DTS 5.1. Диск доступен к воспроизведению в любом из трёх регионов для Blu-ray дисков.
На территории России фильм «Нечто» был официально издан на VHS и на DVD. На видеокассетах фильм был выпущен компанией «Премьер-Мультимедиа» в 2003 году, с многоголосым закадровым озвучиванием. До этого фильм выходил лишь на нелицензионных кассетах в одноголосых переводах Андрея Гаврилова, Василия Горчакова и Алексея Михалёва.
Изданием фильма на DVD занималась компания «Lizard Cinema Trade». Релиз состоялся 23 сентября 2008 года. Видео в данном релизе является отреставрированным, контрастным и резким. Звуковых дорожек на диске три: русская и английская в формате Dolby Digital 5.1, а также русская DTS дорожка. Меню диска анимировано и озвучено. Дополнительные материалы к фильму на диске отсутствуют, а их место занимают анонсы фильмов.

### Альтернативные версии
В 1986 году на американском телеканале CBS состоялась премьера телевизионной перемонтированной версии фильма, в которой были сокращены или вообще убраны сцены насилия. В результате, продолжительность фильма сократилась на 12 минут по сравнению с оригинальной версией. Существует также другая версия, которую часто показывают на телеканалах TNT и TBS. Она уникальна тем, что в ней есть закадровый голос некого «рассказчика», который звучит в начале фильма («рассказчик» рассказывает зрителю о каждом из полярников по мере их появления на экране) и в финале, а также тем, что, хотя в ней вырезаны многие кадры с кровью, хронометраж этой версии остаётся почти прежним, так как в ней присутствуют сцены, вырезанные из театральной версии.
В Финляндии кинопрокатная версия фильма подверглась цензуре — был сокращён и вырезан целый ряд сцен: перерождение «нечто» на псарне, сцена с отгрызанием рук доктора Коппера грудной клеткой инопланетного пришельца, сцены перерождения персонажей в «нечто», сцена сжигания Уиндоуса. Полностью были удалены сцены выстрелов в голову. При этом сам фильм сразу после выпуска в Финляндии был на какое-то время запрещён.

## Критика и отзывы
| Рейтинги                 | Рейтинги |
| Издание                  | Оценка   |
| ------------------------ | -------- |
| allmovie                 | [ 59 ]   |
| ReelViews                | [ 60 ]   |
| CULT Cinema              | [ 61 ]   |
| 3500 кинорецензий        | [ 62 ]   |
| Movie-Vault.com          | [ 63 ]   |
| IMDb                     | [ 64 ]   |
| Qwipster’s Movie Reviews | [ 65 ]   |
| Eye for Film             | [ 66 ]   |

После премьеры в 1982 году фильм был довольно «холодно» встречен не только зрителями, но и многими известными на то время критиками, которым не понравились излишние жестокость, обилие крови и отвратительность перерождающегося пришельца. Американский кинокритик Роджер Эберт, например, оценил фильм, как «шоу безумца, отвратительное кино».
Настоящая слава и признание зрителей к «Нечто» пришли только ближе к концу 1980-х годов, когда фильм получил статус культового после выхода на видео и регулярных показов на телевидении. Именно благодаря видео и телевидению фильм нашёл свою аудиторию, которая по достоинству оценила работу Карпентера, как серьёзную и удачную адаптацию оригинального рассказа Кэмпбелла, и отдала должное революционным для своего времени спецэффектам Роба Боттина.
Веб-сайт Rotten Tomatoes предоставляет рейтинг кинокритиков, который основан на публикуемых рецензиях и представляет собой отношение числа положительных рецензий на фильм к общему числу рецензий. Для фильма «Нечто» рейтинг кинокритиков на данном сайте составляет 80 % из 100 % и основывается на 50 рецензиях, из которых 40 — с рейтингом свежести, а 10 — с отрицательной отметкой. Также Rotten Tomatoes поместил фильм «Нечто» в список 50 лучших ремейков, снятых за последние 50 лет (англ. Best Remakes: 50 Years, 50 Movies).
В 2007 году AOL включила «Нечто» в список величайших фильмов ужасов в истории.
Фильм был включён в список «500 лучших фильмов по версии журнала Empire», которые были выбраны в сентябре 2008 года по совокупности мнений 10 тысяч читателей журнала, 150 кинодеятелей и 50 кинокритиков.
Журнал о кино «Total DVD» включил фильм «Нечто» в «20 лучших фильмов о вторжении инопланетян», удостоив его почётным первым местом, отметив, что Карпентер погрузил своих персонажей в атмосферу ужаса и паранойи и смог снять выдающийся жанровый шедевр. В другом своём выпуске «Total DVD» отзывается об этом фильме, как об одном из главных фантастических хорроров всех времён и достойном конкуренте первому фильму франшизы «Чужой», действие которого происходит не в космосе, а на Земле. Также журнал «Total DVD» включил фильм «Нечто» в «20 лучших фильмов 1980-х», поместив его на 9 место, при этом охарактеризовав фильм, как признанный публикой превосходный образец параноидальной фантастики, обыгрывающий страхи американской публики перед коммунистическими шпионами. Помимо этого был отмечен захватывающий сюжет и убедительные спецэффекты.
Российский кинокритик и киновед Сергей Кудрявцев в своей книге рецензий «3500. Книга кинорецензий» отметил такие положительные стороны фильма, как грамотную режиссуру, атмосферу кинокартины и продуманный саундтрек, и поставил фильму оценку 8 из 10.
Интернет-обозреватель фильмов ужасов и основатель веб-сайта «CULT Cinema» Сергей Меренков в своей рецензии оценил фильм «Нечто» на 5 балов из 5 возможных. Он отметил режиссуру Джона Карпентера, которому удалось создать в кинокартине уникальную атмосферу; идеально подобранный актёрский состав; грамотную работу специалистов по гриму и спецэффектам под руководством Роба Боттина. Также он высказал мнение, что посмотреть эту кинокартину должен каждый уважающий себя поклонник кино.

## Награды и номинации
Фильм «Нечто» номинировался на кинопремию Сатурн в категориях «Лучший фильм ужасов» и «Лучшие спецэффекты», но победа в этих номинациях досталась другим кинофильмам.
В 1983 году «Нечто» был номинирован на Золотую малину за 1982 год в категории «Худшая музыка к фильму». Однако премия была присвоена «Пиратскому фильму» (англ. The Pirate Movie).

## Наследие

### Фильм-приквел
В сентябре 2006 года журнал «Fangoria» сообщил о том, что студия Strike Entertainment планирует снять одноимённый фильм. Согласно Variety, Strike Entertainment в сотрудничестве с Universal Pictures согласовали съёмки фильма «Нечто», сценаристом был выбран Рональд Мур, а режиссёром — Маттис ван Хейниген. Фильм позиционируется как приквел к фильму Джона Карпентера. Сюжет повествует о том, как после обнаружения норвежской командой полярников инопланетного корабля в Антарктиде к группе норвежских исследователей присоединяется аспирантка из США. Освободив организм, найденный возле инопланетного корабля вмёрзшим в глыбу льда, норвежские учёные обрекают себя на страшные последствия. Героиня актрисы Мэри Элизабет Уинстэд, исполнившей в фильме главную роль, вынуждена объединиться с пилотом вертолёта с норвежской станции, чтобы выжить и одолеть инопланетное чудовище. В июне 2010 года появилась информация, что премьера фильма состоится 29 апреля 2011 года. Но впоследствии дата премьеры была перенесена на 13 октября 2011 года.

### Сиквелы
В 2003 году телеканал «Sci Fi Channel» планировал снять четырёхчасовой мини-сериал, являющийся сиквелом к оригинальному фильму 1982 года. Джон Карпентер заявил, что он поддерживает данную идею, но позднее канал отказался от данного проекта и удалил все упоминания о нём со своего сайта.
В 2004 году Джон Карпентер рассказал в интервью журналу «Empire», что у него есть идея истории для фильма Thing II. Сюжет сосредотачивается вокруг двух выживших героев — Макриди и Чайлдса. Также Карпентер заявил, что из-за своего большого гонорара, «Universal Studios» не будет использовать его сюжетную линию. Он отметил, что сможет обеспечить актёров из оригинального фильма — Курта Рассела и Кита Дэвида для сиквела. В целом Карпентер не раскрыл других сюжетных подробностей.

### Видеоигра
В 2002 году Universal Interactive выпустила приуроченную к 20-летию фильма видеоигру в жанре survival horror — экшен под названием The Thing. Она была разработана компаниями Computer Artworks и Black Games. Игра позиционировалась издателем как продолжение событий, показанных в фильме Джона Карпентера. Протагонист игры Джон Блейк возглавляет отряд спасения, прибывший на руины американской научно-исследовательской станции вскоре после событий фильма. Однако при этом игра содержала явные расхождения с фильмом и временны́е нестыковки: оружие, которого не могло быть на вооружении в начале 1980-х годов, различное электронное оборудование. Главный персонаж фильма Мак-Риди появляется в игре как пилот вертолёта, спасшего главного героя в финальной заставке. В целом, игра получила положительные отзывы от игровых изданий.

### Книги
В 1982 году вышел одноимённый роман писателя-фантаста Алана Дина Фостера, основанный на оригинальном сценарии фильма. В сюжете книги даются научные объяснения процессам, сопровождающим ассимиляцию жертв инопланетным организмом, в результате которых репликант способен обладать памятью жертвы и копировать её манеру поведения. Литературный вариант Алана Фостера был написан на основе первоначального сценария Билла Ланкастера, поэтому заметно отличается от снятого кинофильма.
Канадскому писателю-фантасту Питеру Уоттсу принадлежит рассказ «НЕЧТОжества» (англ. The Things), в котором события фильма пересказываются с точки зрения инопланетянина. Согласно рассказу, обладающий коллективным разумом пришелец поначалу предполагает, что подвергся агрессии со стороны такого же коллективного разума; обнаружение того, что земные организмы индивидуальны и не связаны друг с другом, вызывает у него ужас и отвращение. Рассказ, опубликованный в журнале Clarkesworld Magazine в 2010 году, был удостоен премии имени Ширли Джексон, а также номинировался на премии «Локус», «Хьюго» и Премию Британской ассоциации научной фантастики.

### Комиксы
В 1991—1992 годах по мотивам фильма «Нечто» были изданы комиксы «The Thing From Another World». Их выпустило издательство Dark Horse, основанное в 1986 году Майком Ричардсоном. В двух выпусках этого комикса были описаны события, происходящие сразу после окончания фильма «Нечто», — полярников снова «терроризирует» инопланетный монстр. В 1992 году это же издательство издало 4 выпуска комиксов под названием «The Thing From Another World: Climate оf Fear». В 1993—1994 годах было издано 4 выпуска комикса «The Thing From Another World: Eternal Vows». Также выходили по одному выпуску комиксов под названиями: «The Thing From Another World: Questionable Research» и «The Thing From Another World and Climate оf Fear».

### Фигурки персонажей фильма
В сентябре 2000 года в рамках третьей серии линейки «Movie Maniacs» компания McFarlane Toys выпустила две фигурки персонажей фильма. Одной из них был Блэр-«нечто», который фигурирует в одной из финальных сцен фильма. Другой — монстр Норрис, показанный в фильме во время сцены дефибрилляции. Последняя включает также меньшую по размерам фигурку головы с ногами паука, показанную в фильме.
Компанией «SOTA» также была выпущена коллекционная диорама «R.J. MacReady in Kennel» (рус. Мак-Риди на псарне).

### Влияние
В 2015 году вышел фильм Квентина Тарантино «Омерзительная восьмёрка», музыку которого также написал Эннио Морриконе, причём из «Нечто» заимствованы три трека, не попавшие в оригинальный саундтрек. Одну из главных ролей в «восьмёрке» исполнил Курт Рассел, а некоторые сцены фильма перекликаются с «Нечто».

## Отсылки в кино и сериалах
- В фильме Фрэнка Дарабонта «Мгла» (англ. The Mist), вышедшем в 2007 году, персонаж Томаса Джейна работает иллюстратором, рисующим постеры к фильмам. В его мастерской, среди прочих, висит оригинальный постер к фильму «Нечто». В действительности, этот постер «Нечто», как и все другие постеры в этой сцене фильма, были созданы знаменитым американским иллюстратором и художником Дрю Струзаном (англ. Drew Struzan)[98][99].
- Постер фильма «Нечто», висящий на доске в школьном кино-клубе, также можно увидеть в фильме Уэса Крэйвена «Крик 4».
- В 23 серии 2 сезона телесериала «Теория Большого взрыва» главные герои, находясь в полярной экспедиции, собираются смотреть фильм «Нечто».
- В 3 серии 11 сезона мультсериала «Южный парк» «Вшивые приключения» была спародирована сцена проверки крови из фильма. Эрик Картман предложил пройти её после просмотра этого фильма.
- В сериале «Очень странные дела» постер в комнате одного из главных героев.
- В 1 серии 1 сезона сериала «Голова» («The Head») на антарктической полярной станции в первый день полярной ночи команда, согласно традиции, смотрит фильм «Нечто».
- Вторая короткометражка «Адского босса» вдохновлена фильмом «Нечто».

## Шахматы
|   | a | b | c | d | e | f | g | h |   |
| - | --- | --- | --- | --- | --- | --- | --- | --- | - |
| 8 | e8 чёрный король · h8 чёрная ладья · a7 чёрная пешка · b7 чёрная пешка · h7 чёрная пешка · a6 чёрный ферзь · c6 чёрная пешка · c5 белый слон · d5 чёрный слон · b4 белая пешка · h4 чёрная пешка · c3 белая пешка · g2 белый король · h2 белая пешка · a1 белая ладья · b1 белый конь · d1 чёрный конь | e8 чёрный король · h8 чёрная ладья · a7 чёрная пешка · b7 чёрная пешка · h7 чёрная пешка · a6 чёрный ферзь · c6 чёрная пешка · c5 белый слон · d5 чёрный слон · b4 белая пешка · h4 чёрная пешка · c3 белая пешка · g2 белый король · h2 белая пешка · a1 белая ладья · b1 белый конь · d1 чёрный конь | e8 чёрный король · h8 чёрная ладья · a7 чёрная пешка · b7 чёрная пешка · h7 чёрная пешка · a6 чёрный ферзь · c6 чёрная пешка · c5 белый слон · d5 чёрный слон · b4 белая пешка · h4 чёрная пешка · c3 белая пешка · g2 белый король · h2 белая пешка · a1 белая ладья · b1 белый конь · d1 чёрный конь | e8 чёрный король · h8 чёрная ладья · a7 чёрная пешка · b7 чёрная пешка · h7 чёрная пешка · a6 чёрный ферзь · c6 чёрная пешка · c5 белый слон · d5 чёрный слон · b4 белая пешка · h4 чёрная пешка · c3 белая пешка · g2 белый король · h2 белая пешка · a1 белая ладья · b1 белый конь · d1 чёрный конь | e8 чёрный король · h8 чёрная ладья · a7 чёрная пешка · b7 чёрная пешка · h7 чёрная пешка · a6 чёрный ферзь · c6 чёрная пешка · c5 белый слон · d5 чёрный слон · b4 белая пешка · h4 чёрная пешка · c3 белая пешка · g2 белый король · h2 белая пешка · a1 белая ладья · b1 белый конь · d1 чёрный конь | e8 чёрный король · h8 чёрная ладья · a7 чёрная пешка · b7 чёрная пешка · h7 чёрная пешка · a6 чёрный ферзь · c6 чёрная пешка · c5 белый слон · d5 чёрный слон · b4 белая пешка · h4 чёрная пешка · c3 белая пешка · g2 белый король · h2 белая пешка · a1 белая ладья · b1 белый конь · d1 чёрный конь | e8 чёрный король · h8 чёрная ладья · a7 чёрная пешка · b7 чёрная пешка · h7 чёрная пешка · a6 чёрный ферзь · c6 чёрная пешка · c5 белый слон · d5 чёрный слон · b4 белая пешка · h4 чёрная пешка · c3 белая пешка · g2 белый король · h2 белая пешка · a1 белая ладья · b1 белый конь · d1 чёрный конь | e8 чёрный король · h8 чёрная ладья · a7 чёрная пешка · b7 чёрная пешка · h7 чёрная пешка · a6 чёрный ферзь · c6 чёрная пешка · c5 белый слон · d5 чёрный слон · b4 белая пешка · h4 чёрная пешка · c3 белая пешка · g2 белый король · h2 белая пешка · a1 белая ладья · b1 белый конь · d1 чёрный конь | 8 |
| 7 | e8 чёрный король · h8 чёрная ладья · a7 чёрная пешка · b7 чёрная пешка · h7 чёрная пешка · a6 чёрный ферзь · c6 чёрная пешка · c5 белый слон · d5 чёрный слон · b4 белая пешка · h4 чёрная пешка · c3 белая пешка · g2 белый король · h2 белая пешка · a1 белая ладья · b1 белый конь · d1 чёрный конь | e8 чёрный король · h8 чёрная ладья · a7 чёрная пешка · b7 чёрная пешка · h7 чёрная пешка · a6 чёрный ферзь · c6 чёрная пешка · c5 белый слон · d5 чёрный слон · b4 белая пешка · h4 чёрная пешка · c3 белая пешка · g2 белый король · h2 белая пешка · a1 белая ладья · b1 белый конь · d1 чёрный конь | e8 чёрный король · h8 чёрная ладья · a7 чёрная пешка · b7 чёрная пешка · h7 чёрная пешка · a6 чёрный ферзь · c6 чёрная пешка · c5 белый слон · d5 чёрный слон · b4 белая пешка · h4 чёрная пешка · c3 белая пешка · g2 белый король · h2 белая пешка · a1 белая ладья · b1 белый конь · d1 чёрный конь | e8 чёрный король · h8 чёрная ладья · a7 чёрная пешка · b7 чёрная пешка · h7 чёрная пешка · a6 чёрный ферзь · c6 чёрная пешка · c5 белый слон · d5 чёрный слон · b4 белая пешка · h4 чёрная пешка · c3 белая пешка · g2 белый король · h2 белая пешка · a1 белая ладья · b1 белый конь · d1 чёрный конь | e8 чёрный король · h8 чёрная ладья · a7 чёрная пешка · b7 чёрная пешка · h7 чёрная пешка · a6 чёрный ферзь · c6 чёрная пешка · c5 белый слон · d5 чёрный слон · b4 белая пешка · h4 чёрная пешка · c3 белая пешка · g2 белый король · h2 белая пешка · a1 белая ладья · b1 белый конь · d1 чёрный конь | e8 чёрный король · h8 чёрная ладья · a7 чёрная пешка · b7 чёрная пешка · h7 чёрная пешка · a6 чёрный ферзь · c6 чёрная пешка · c5 белый слон · d5 чёрный слон · b4 белая пешка · h4 чёрная пешка · c3 белая пешка · g2 белый король · h2 белая пешка · a1 белая ладья · b1 белый конь · d1 чёрный конь | e8 чёрный король · h8 чёрная ладья · a7 чёрная пешка · b7 чёрная пешка · h7 чёрная пешка · a6 чёрный ферзь · c6 чёрная пешка · c5 белый слон · d5 чёрный слон · b4 белая пешка · h4 чёрная пешка · c3 белая пешка · g2 белый король · h2 белая пешка · a1 белая ладья · b1 белый конь · d1 чёрный конь | e8 чёрный король · h8 чёрная ладья · a7 чёрная пешка · b7 чёрная пешка · h7 чёрная пешка · a6 чёрный ферзь · c6 чёрная пешка · c5 белый слон · d5 чёрный слон · b4 белая пешка · h4 чёрная пешка · c3 белая пешка · g2 белый король · h2 белая пешка · a1 белая ладья · b1 белый конь · d1 чёрный конь | 7 |
| 6 | e8 чёрный король · h8 чёрная ладья · a7 чёрная пешка · b7 чёрная пешка · h7 чёрная пешка · a6 чёрный ферзь · c6 чёрная пешка · c5 белый слон · d5 чёрный слон · b4 белая пешка · h4 чёрная пешка · c3 белая пешка · g2 белый король · h2 белая пешка · a1 белая ладья · b1 белый конь · d1 чёрный конь | e8 чёрный король · h8 чёрная ладья · a7 чёрная пешка · b7 чёрная пешка · h7 чёрная пешка · a6 чёрный ферзь · c6 чёрная пешка · c5 белый слон · d5 чёрный слон · b4 белая пешка · h4 чёрная пешка · c3 белая пешка · g2 белый король · h2 белая пешка · a1 белая ладья · b1 белый конь · d1 чёрный конь | e8 чёрный король · h8 чёрная ладья · a7 чёрная пешка · b7 чёрная пешка · h7 чёрная пешка · a6 чёрный ферзь · c6 чёрная пешка · c5 белый слон · d5 чёрный слон · b4 белая пешка · h4 чёрная пешка · c3 белая пешка · g2 белый король · h2 белая пешка · a1 белая ладья · b1 белый конь · d1 чёрный конь | e8 чёрный король · h8 чёрная ладья · a7 чёрная пешка · b7 чёрная пешка · h7 чёрная пешка · a6 чёрный ферзь · c6 чёрная пешка · c5 белый слон · d5 чёрный слон · b4 белая пешка · h4 чёрная пешка · c3 белая пешка · g2 белый король · h2 белая пешка · a1 белая ладья · b1 белый конь · d1 чёрный конь | e8 чёрный король · h8 чёрная ладья · a7 чёрная пешка · b7 чёрная пешка · h7 чёрная пешка · a6 чёрный ферзь · c6 чёрная пешка · c5 белый слон · d5 чёрный слон · b4 белая пешка · h4 чёрная пешка · c3 белая пешка · g2 белый король · h2 белая пешка · a1 белая ладья · b1 белый конь · d1 чёрный конь | e8 чёрный король · h8 чёрная ладья · a7 чёрная пешка · b7 чёрная пешка · h7 чёрная пешка · a6 чёрный ферзь · c6 чёрная пешка · c5 белый слон · d5 чёрный слон · b4 белая пешка · h4 чёрная пешка · c3 белая пешка · g2 белый король · h2 белая пешка · a1 белая ладья · b1 белый конь · d1 чёрный конь | e8 чёрный король · h8 чёрная ладья · a7 чёрная пешка · b7 чёрная пешка · h7 чёрная пешка · a6 чёрный ферзь · c6 чёрная пешка · c5 белый слон · d5 чёрный слон · b4 белая пешка · h4 чёрная пешка · c3 белая пешка · g2 белый король · h2 белая пешка · a1 белая ладья · b1 белый конь · d1 чёрный конь | e8 чёрный король · h8 чёрная ладья · a7 чёрная пешка · b7 чёрная пешка · h7 чёрная пешка · a6 чёрный ферзь · c6 чёрная пешка · c5 белый слон · d5 чёрный слон · b4 белая пешка · h4 чёрная пешка · c3 белая пешка · g2 белый король · h2 белая пешка · a1 белая ладья · b1 белый конь · d1 чёрный конь | 6 |
| 5 | e8 чёрный король · h8 чёрная ладья · a7 чёрная пешка · b7 чёрная пешка · h7 чёрная пешка · a6 чёрный ферзь · c6 чёрная пешка · c5 белый слон · d5 чёрный слон · b4 белая пешка · h4 чёрная пешка · c3 белая пешка · g2 белый король · h2 белая пешка · a1 белая ладья · b1 белый конь · d1 чёрный конь | e8 чёрный король · h8 чёрная ладья · a7 чёрная пешка · b7 чёрная пешка · h7 чёрная пешка · a6 чёрный ферзь · c6 чёрная пешка · c5 белый слон · d5 чёрный слон · b4 белая пешка · h4 чёрная пешка · c3 белая пешка · g2 белый король · h2 белая пешка · a1 белая ладья · b1 белый конь · d1 чёрный конь | e8 чёрный король · h8 чёрная ладья · a7 чёрная пешка · b7 чёрная пешка · h7 чёрная пешка · a6 чёрный ферзь · c6 чёрная пешка · c5 белый слон · d5 чёрный слон · b4 белая пешка · h4 чёрная пешка · c3 белая пешка · g2 белый король · h2 белая пешка · a1 белая ладья · b1 белый конь · d1 чёрный конь | e8 чёрный король · h8 чёрная ладья · a7 чёрная пешка · b7 чёрная пешка · h7 чёрная пешка · a6 чёрный ферзь · c6 чёрная пешка · c5 белый слон · d5 чёрный слон · b4 белая пешка · h4 чёрная пешка · c3 белая пешка · g2 белый король · h2 белая пешка · a1 белая ладья · b1 белый конь · d1 чёрный конь | e8 чёрный король · h8 чёрная ладья · a7 чёрная пешка · b7 чёрная пешка · h7 чёрная пешка · a6 чёрный ферзь · c6 чёрная пешка · c5 белый слон · d5 чёрный слон · b4 белая пешка · h4 чёрная пешка · c3 белая пешка · g2 белый король · h2 белая пешка · a1 белая ладья · b1 белый конь · d1 чёрный конь | e8 чёрный король · h8 чёрная ладья · a7 чёрная пешка · b7 чёрная пешка · h7 чёрная пешка · a6 чёрный ферзь · c6 чёрная пешка · c5 белый слон · d5 чёрный слон · b4 белая пешка · h4 чёрная пешка · c3 белая пешка · g2 белый король · h2 белая пешка · a1 белая ладья · b1 белый конь · d1 чёрный конь | e8 чёрный король · h8 чёрная ладья · a7 чёрная пешка · b7 чёрная пешка · h7 чёрная пешка · a6 чёрный ферзь · c6 чёрная пешка · c5 белый слон · d5 чёрный слон · b4 белая пешка · h4 чёрная пешка · c3 белая пешка · g2 белый король · h2 белая пешка · a1 белая ладья · b1 белый конь · d1 чёрный конь | e8 чёрный король · h8 чёрная ладья · a7 чёрная пешка · b7 чёрная пешка · h7 чёрная пешка · a6 чёрный ферзь · c6 чёрная пешка · c5 белый слон · d5 чёрный слон · b4 белая пешка · h4 чёрная пешка · c3 белая пешка · g2 белый король · h2 белая пешка · a1 белая ладья · b1 белый конь · d1 чёрный конь | 5 |
| 4 | e8 чёрный король · h8 чёрная ладья · a7 чёрная пешка · b7 чёрная пешка · h7 чёрная пешка · a6 чёрный ферзь · c6 чёрная пешка · c5 белый слон · d5 чёрный слон · b4 белая пешка · h4 чёрная пешка · c3 белая пешка · g2 белый король · h2 белая пешка · a1 белая ладья · b1 белый конь · d1 чёрный конь | e8 чёрный король · h8 чёрная ладья · a7 чёрная пешка · b7 чёрная пешка · h7 чёрная пешка · a6 чёрный ферзь · c6 чёрная пешка · c5 белый слон · d5 чёрный слон · b4 белая пешка · h4 чёрная пешка · c3 белая пешка · g2 белый король · h2 белая пешка · a1 белая ладья · b1 белый конь · d1 чёрный конь | e8 чёрный король · h8 чёрная ладья · a7 чёрная пешка · b7 чёрная пешка · h7 чёрная пешка · a6 чёрный ферзь · c6 чёрная пешка · c5 белый слон · d5 чёрный слон · b4 белая пешка · h4 чёрная пешка · c3 белая пешка · g2 белый король · h2 белая пешка · a1 белая ладья · b1 белый конь · d1 чёрный конь | e8 чёрный король · h8 чёрная ладья · a7 чёрная пешка · b7 чёрная пешка · h7 чёрная пешка · a6 чёрный ферзь · c6 чёрная пешка · c5 белый слон · d5 чёрный слон · b4 белая пешка · h4 чёрная пешка · c3 белая пешка · g2 белый король · h2 белая пешка · a1 белая ладья · b1 белый конь · d1 чёрный конь | e8 чёрный король · h8 чёрная ладья · a7 чёрная пешка · b7 чёрная пешка · h7 чёрная пешка · a6 чёрный ферзь · c6 чёрная пешка · c5 белый слон · d5 чёрный слон · b4 белая пешка · h4 чёрная пешка · c3 белая пешка · g2 белый король · h2 белая пешка · a1 белая ладья · b1 белый конь · d1 чёрный конь | e8 чёрный король · h8 чёрная ладья · a7 чёрная пешка · b7 чёрная пешка · h7 чёрная пешка · a6 чёрный ферзь · c6 чёрная пешка · c5 белый слон · d5 чёрный слон · b4 белая пешка · h4 чёрная пешка · c3 белая пешка · g2 белый король · h2 белая пешка · a1 белая ладья · b1 белый конь · d1 чёрный конь | e8 чёрный король · h8 чёрная ладья · a7 чёрная пешка · b7 чёрная пешка · h7 чёрная пешка · a6 чёрный ферзь · c6 чёрная пешка · c5 белый слон · d5 чёрный слон · b4 белая пешка · h4 чёрная пешка · c3 белая пешка · g2 белый король · h2 белая пешка · a1 белая ладья · b1 белый конь · d1 чёрный конь | e8 чёрный король · h8 чёрная ладья · a7 чёрная пешка · b7 чёрная пешка · h7 чёрная пешка · a6 чёрный ферзь · c6 чёрная пешка · c5 белый слон · d5 чёрный слон · b4 белая пешка · h4 чёрная пешка · c3 белая пешка · g2 белый король · h2 белая пешка · a1 белая ладья · b1 белый конь · d1 чёрный конь | 4 |
| 3 | e8 чёрный король · h8 чёрная ладья · a7 чёрная пешка · b7 чёрная пешка · h7 чёрная пешка · a6 чёрный ферзь · c6 чёрная пешка · c5 белый слон · d5 чёрный слон · b4 белая пешка · h4 чёрная пешка · c3 белая пешка · g2 белый король · h2 белая пешка · a1 белая ладья · b1 белый конь · d1 чёрный конь | e8 чёрный король · h8 чёрная ладья · a7 чёрная пешка · b7 чёрная пешка · h7 чёрная пешка · a6 чёрный ферзь · c6 чёрная пешка · c5 белый слон · d5 чёрный слон · b4 белая пешка · h4 чёрная пешка · c3 белая пешка · g2 белый король · h2 белая пешка · a1 белая ладья · b1 белый конь · d1 чёрный конь | e8 чёрный король · h8 чёрная ладья · a7 чёрная пешка · b7 чёрная пешка · h7 чёрная пешка · a6 чёрный ферзь · c6 чёрная пешка · c5 белый слон · d5 чёрный слон · b4 белая пешка · h4 чёрная пешка · c3 белая пешка · g2 белый король · h2 белая пешка · a1 белая ладья · b1 белый конь · d1 чёрный конь | e8 чёрный король · h8 чёрная ладья · a7 чёрная пешка · b7 чёрная пешка · h7 чёрная пешка · a6 чёрный ферзь · c6 чёрная пешка · c5 белый слон · d5 чёрный слон · b4 белая пешка · h4 чёрная пешка · c3 белая пешка · g2 белый король · h2 белая пешка · a1 белая ладья · b1 белый конь · d1 чёрный конь | e8 чёрный король · h8 чёрная ладья · a7 чёрная пешка · b7 чёрная пешка · h7 чёрная пешка · a6 чёрный ферзь · c6 чёрная пешка · c5 белый слон · d5 чёрный слон · b4 белая пешка · h4 чёрная пешка · c3 белая пешка · g2 белый король · h2 белая пешка · a1 белая ладья · b1 белый конь · d1 чёрный конь | e8 чёрный король · h8 чёрная ладья · a7 чёрная пешка · b7 чёрная пешка · h7 чёрная пешка · a6 чёрный ферзь · c6 чёрная пешка · c5 белый слон · d5 чёрный слон · b4 белая пешка · h4 чёрная пешка · c3 белая пешка · g2 белый король · h2 белая пешка · a1 белая ладья · b1 белый конь · d1 чёрный конь | e8 чёрный король · h8 чёрная ладья · a7 чёрная пешка · b7 чёрная пешка · h7 чёрная пешка · a6 чёрный ферзь · c6 чёрная пешка · c5 белый слон · d5 чёрный слон · b4 белая пешка · h4 чёрная пешка · c3 белая пешка · g2 белый король · h2 белая пешка · a1 белая ладья · b1 белый конь · d1 чёрный конь | e8 чёрный король · h8 чёрная ладья · a7 чёрная пешка · b7 чёрная пешка · h7 чёрная пешка · a6 чёрный ферзь · c6 чёрная пешка · c5 белый слон · d5 чёрный слон · b4 белая пешка · h4 чёрная пешка · c3 белая пешка · g2 белый король · h2 белая пешка · a1 белая ладья · b1 белый конь · d1 чёрный конь | 3 |
| 2 | e8 чёрный король · h8 чёрная ладья · a7 чёрная пешка · b7 чёрная пешка · h7 чёрная пешка · a6 чёрный ферзь · c6 чёрная пешка · c5 белый слон · d5 чёрный слон · b4 белая пешка · h4 чёрная пешка · c3 белая пешка · g2 белый король · h2 белая пешка · a1 белая ладья · b1 белый конь · d1 чёрный конь | e8 чёрный король · h8 чёрная ладья · a7 чёрная пешка · b7 чёрная пешка · h7 чёрная пешка · a6 чёрный ферзь · c6 чёрная пешка · c5 белый слон · d5 чёрный слон · b4 белая пешка · h4 чёрная пешка · c3 белая пешка · g2 белый король · h2 белая пешка · a1 белая ладья · b1 белый конь · d1 чёрный конь | e8 чёрный король · h8 чёрная ладья · a7 чёрная пешка · b7 чёрная пешка · h7 чёрная пешка · a6 чёрный ферзь · c6 чёрная пешка · c5 белый слон · d5 чёрный слон · b4 белая пешка · h4 чёрная пешка · c3 белая пешка · g2 белый король · h2 белая пешка · a1 белая ладья · b1 белый конь · d1 чёрный конь | e8 чёрный король · h8 чёрная ладья · a7 чёрная пешка · b7 чёрная пешка · h7 чёрная пешка · a6 чёрный ферзь · c6 чёрная пешка · c5 белый слон · d5 чёрный слон · b4 белая пешка · h4 чёрная пешка · c3 белая пешка · g2 белый король · h2 белая пешка · a1 белая ладья · b1 белый конь · d1 чёрный конь | e8 чёрный король · h8 чёрная ладья · a7 чёрная пешка · b7 чёрная пешка · h7 чёрная пешка · a6 чёрный ферзь · c6 чёрная пешка · c5 белый слон · d5 чёрный слон · b4 белая пешка · h4 чёрная пешка · c3 белая пешка · g2 белый король · h2 белая пешка · a1 белая ладья · b1 белый конь · d1 чёрный конь | e8 чёрный король · h8 чёрная ладья · a7 чёрная пешка · b7 чёрная пешка · h7 чёрная пешка · a6 чёрный ферзь · c6 чёрная пешка · c5 белый слон · d5 чёрный слон · b4 белая пешка · h4 чёрная пешка · c3 белая пешка · g2 белый король · h2 белая пешка · a1 белая ладья · b1 белый конь · d1 чёрный конь | e8 чёрный король · h8 чёрная ладья · a7 чёрная пешка · b7 чёрная пешка · h7 чёрная пешка · a6 чёрный ферзь · c6 чёрная пешка · c5 белый слон · d5 чёрный слон · b4 белая пешка · h4 чёрная пешка · c3 белая пешка · g2 белый король · h2 белая пешка · a1 белая ладья · b1 белый конь · d1 чёрный конь | e8 чёрный король · h8 чёрная ладья · a7 чёрная пешка · b7 чёрная пешка · h7 чёрная пешка · a6 чёрный ферзь · c6 чёрная пешка · c5 белый слон · d5 чёрный слон · b4 белая пешка · h4 чёрная пешка · c3 белая пешка · g2 белый король · h2 белая пешка · a1 белая ладья · b1 белый конь · d1 чёрный конь | 2 |
| 1 | e8 чёрный король · h8 чёрная ладья · a7 чёрная пешка · b7 чёрная пешка · h7 чёрная пешка · a6 чёрный ферзь · c6 чёрная пешка · c5 белый слон · d5 чёрный слон · b4 белая пешка · h4 чёрная пешка · c3 белая пешка · g2 белый король · h2 белая пешка · a1 белая ладья · b1 белый конь · d1 чёрный конь | e8 чёрный король · h8 чёрная ладья · a7 чёрная пешка · b7 чёрная пешка · h7 чёрная пешка · a6 чёрный ферзь · c6 чёрная пешка · c5 белый слон · d5 чёрный слон · b4 белая пешка · h4 чёрная пешка · c3 белая пешка · g2 белый король · h2 белая пешка · a1 белая ладья · b1 белый конь · d1 чёрный конь | e8 чёрный король · h8 чёрная ладья · a7 чёрная пешка · b7 чёрная пешка · h7 чёрная пешка · a6 чёрный ферзь · c6 чёрная пешка · c5 белый слон · d5 чёрный слон · b4 белая пешка · h4 чёрная пешка · c3 белая пешка · g2 белый король · h2 белая пешка · a1 белая ладья · b1 белый конь · d1 чёрный конь | e8 чёрный король · h8 чёрная ладья · a7 чёрная пешка · b7 чёрная пешка · h7 чёрная пешка · a6 чёрный ферзь · c6 чёрная пешка · c5 белый слон · d5 чёрный слон · b4 белая пешка · h4 чёрная пешка · c3 белая пешка · g2 белый король · h2 белая пешка · a1 белая ладья · b1 белый конь · d1 чёрный конь | e8 чёрный король · h8 чёрная ладья · a7 чёрная пешка · b7 чёрная пешка · h7 чёрная пешка · a6 чёрный ферзь · c6 чёрная пешка · c5 белый слон · d5 чёрный слон · b4 белая пешка · h4 чёрная пешка · c3 белая пешка · g2 белый король · h2 белая пешка · a1 белая ладья · b1 белый конь · d1 чёрный конь | e8 чёрный король · h8 чёрная ладья · a7 чёрная пешка · b7 чёрная пешка · h7 чёрная пешка · a6 чёрный ферзь · c6 чёрная пешка · c5 белый слон · d5 чёрный слон · b4 белая пешка · h4 чёрная пешка · c3 белая пешка · g2 белый король · h2 белая пешка · a1 белая ладья · b1 белый конь · d1 чёрный конь | e8 чёрный король · h8 чёрная ладья · a7 чёрная пешка · b7 чёрная пешка · h7 чёрная пешка · a6 чёрный ферзь · c6 чёрная пешка · c5 белый слон · d5 чёрный слон · b4 белая пешка · h4 чёрная пешка · c3 белая пешка · g2 белый король · h2 белая пешка · a1 белая ладья · b1 белый конь · d1 чёрный конь | e8 чёрный король · h8 чёрная ладья · a7 чёрная пешка · b7 чёрная пешка · h7 чёрная пешка · a6 чёрный ферзь · c6 чёрная пешка · c5 белый слон · d5 чёрный слон · b4 белая пешка · h4 чёрная пешка · c3 белая пешка · g2 белый король · h2 белая пешка · a1 белая ладья · b1 белый конь · d1 чёрный конь | 1 |
|   | a | b | c | d | e | f | g | h |   |

|   | a | b | c | d | e | f | g | h |   |
| - | --- | --- | --- | --- | --- | --- | --- | --- | - |
| 8 | c8 чёрный слон · e8 чёрный король · g8 чёрный конь · f6 чёрный ферзь · h6 чёрная пешка · c5 чёрная пешка · e5 чёрный слон · g4 чёрная ладья · a2 белая пешка · b2 белый слон · c2 белая пешка · d2 белый ферзь · e1 белая ладья · h1 белый король | c8 чёрный слон · e8 чёрный король · g8 чёрный конь · f6 чёрный ферзь · h6 чёрная пешка · c5 чёрная пешка · e5 чёрный слон · g4 чёрная ладья · a2 белая пешка · b2 белый слон · c2 белая пешка · d2 белый ферзь · e1 белая ладья · h1 белый король | c8 чёрный слон · e8 чёрный король · g8 чёрный конь · f6 чёрный ферзь · h6 чёрная пешка · c5 чёрная пешка · e5 чёрный слон · g4 чёрная ладья · a2 белая пешка · b2 белый слон · c2 белая пешка · d2 белый ферзь · e1 белая ладья · h1 белый король | c8 чёрный слон · e8 чёрный король · g8 чёрный конь · f6 чёрный ферзь · h6 чёрная пешка · c5 чёрная пешка · e5 чёрный слон · g4 чёрная ладья · a2 белая пешка · b2 белый слон · c2 белая пешка · d2 белый ферзь · e1 белая ладья · h1 белый король | c8 чёрный слон · e8 чёрный король · g8 чёрный конь · f6 чёрный ферзь · h6 чёрная пешка · c5 чёрная пешка · e5 чёрный слон · g4 чёрная ладья · a2 белая пешка · b2 белый слон · c2 белая пешка · d2 белый ферзь · e1 белая ладья · h1 белый король | c8 чёрный слон · e8 чёрный король · g8 чёрный конь · f6 чёрный ферзь · h6 чёрная пешка · c5 чёрная пешка · e5 чёрный слон · g4 чёрная ладья · a2 белая пешка · b2 белый слон · c2 белая пешка · d2 белый ферзь · e1 белая ладья · h1 белый король | c8 чёрный слон · e8 чёрный король · g8 чёрный конь · f6 чёрный ферзь · h6 чёрная пешка · c5 чёрная пешка · e5 чёрный слон · g4 чёрная ладья · a2 белая пешка · b2 белый слон · c2 белая пешка · d2 белый ферзь · e1 белая ладья · h1 белый король | c8 чёрный слон · e8 чёрный король · g8 чёрный конь · f6 чёрный ферзь · h6 чёрная пешка · c5 чёрная пешка · e5 чёрный слон · g4 чёрная ладья · a2 белая пешка · b2 белый слон · c2 белая пешка · d2 белый ферзь · e1 белая ладья · h1 белый король | 8 |
| 7 | c8 чёрный слон · e8 чёрный король · g8 чёрный конь · f6 чёрный ферзь · h6 чёрная пешка · c5 чёрная пешка · e5 чёрный слон · g4 чёрная ладья · a2 белая пешка · b2 белый слон · c2 белая пешка · d2 белый ферзь · e1 белая ладья · h1 белый король | c8 чёрный слон · e8 чёрный король · g8 чёрный конь · f6 чёрный ферзь · h6 чёрная пешка · c5 чёрная пешка · e5 чёрный слон · g4 чёрная ладья · a2 белая пешка · b2 белый слон · c2 белая пешка · d2 белый ферзь · e1 белая ладья · h1 белый король | c8 чёрный слон · e8 чёрный король · g8 чёрный конь · f6 чёрный ферзь · h6 чёрная пешка · c5 чёрная пешка · e5 чёрный слон · g4 чёрная ладья · a2 белая пешка · b2 белый слон · c2 белая пешка · d2 белый ферзь · e1 белая ладья · h1 белый король | c8 чёрный слон · e8 чёрный король · g8 чёрный конь · f6 чёрный ферзь · h6 чёрная пешка · c5 чёрная пешка · e5 чёрный слон · g4 чёрная ладья · a2 белая пешка · b2 белый слон · c2 белая пешка · d2 белый ферзь · e1 белая ладья · h1 белый король | c8 чёрный слон · e8 чёрный король · g8 чёрный конь · f6 чёрный ферзь · h6 чёрная пешка · c5 чёрная пешка · e5 чёрный слон · g4 чёрная ладья · a2 белая пешка · b2 белый слон · c2 белая пешка · d2 белый ферзь · e1 белая ладья · h1 белый король | c8 чёрный слон · e8 чёрный король · g8 чёрный конь · f6 чёрный ферзь · h6 чёрная пешка · c5 чёрная пешка · e5 чёрный слон · g4 чёрная ладья · a2 белая пешка · b2 белый слон · c2 белая пешка · d2 белый ферзь · e1 белая ладья · h1 белый король | c8 чёрный слон · e8 чёрный король · g8 чёрный конь · f6 чёрный ферзь · h6 чёрная пешка · c5 чёрная пешка · e5 чёрный слон · g4 чёрная ладья · a2 белая пешка · b2 белый слон · c2 белая пешка · d2 белый ферзь · e1 белая ладья · h1 белый король | c8 чёрный слон · e8 чёрный король · g8 чёрный конь · f6 чёрный ферзь · h6 чёрная пешка · c5 чёрная пешка · e5 чёрный слон · g4 чёрная ладья · a2 белая пешка · b2 белый слон · c2 белая пешка · d2 белый ферзь · e1 белая ладья · h1 белый король | 7 |
| 6 | c8 чёрный слон · e8 чёрный король · g8 чёрный конь · f6 чёрный ферзь · h6 чёрная пешка · c5 чёрная пешка · e5 чёрный слон · g4 чёрная ладья · a2 белая пешка · b2 белый слон · c2 белая пешка · d2 белый ферзь · e1 белая ладья · h1 белый король | c8 чёрный слон · e8 чёрный король · g8 чёрный конь · f6 чёрный ферзь · h6 чёрная пешка · c5 чёрная пешка · e5 чёрный слон · g4 чёрная ладья · a2 белая пешка · b2 белый слон · c2 белая пешка · d2 белый ферзь · e1 белая ладья · h1 белый король | c8 чёрный слон · e8 чёрный король · g8 чёрный конь · f6 чёрный ферзь · h6 чёрная пешка · c5 чёрная пешка · e5 чёрный слон · g4 чёрная ладья · a2 белая пешка · b2 белый слон · c2 белая пешка · d2 белый ферзь · e1 белая ладья · h1 белый король | c8 чёрный слон · e8 чёрный король · g8 чёрный конь · f6 чёрный ферзь · h6 чёрная пешка · c5 чёрная пешка · e5 чёрный слон · g4 чёрная ладья · a2 белая пешка · b2 белый слон · c2 белая пешка · d2 белый ферзь · e1 белая ладья · h1 белый король | c8 чёрный слон · e8 чёрный король · g8 чёрный конь · f6 чёрный ферзь · h6 чёрная пешка · c5 чёрная пешка · e5 чёрный слон · g4 чёрная ладья · a2 белая пешка · b2 белый слон · c2 белая пешка · d2 белый ферзь · e1 белая ладья · h1 белый король | c8 чёрный слон · e8 чёрный король · g8 чёрный конь · f6 чёрный ферзь · h6 чёрная пешка · c5 чёрная пешка · e5 чёрный слон · g4 чёрная ладья · a2 белая пешка · b2 белый слон · c2 белая пешка · d2 белый ферзь · e1 белая ладья · h1 белый король | c8 чёрный слон · e8 чёрный король · g8 чёрный конь · f6 чёрный ферзь · h6 чёрная пешка · c5 чёрная пешка · e5 чёрный слон · g4 чёрная ладья · a2 белая пешка · b2 белый слон · c2 белая пешка · d2 белый ферзь · e1 белая ладья · h1 белый король | c8 чёрный слон · e8 чёрный король · g8 чёрный конь · f6 чёрный ферзь · h6 чёрная пешка · c5 чёрная пешка · e5 чёрный слон · g4 чёрная ладья · a2 белая пешка · b2 белый слон · c2 белая пешка · d2 белый ферзь · e1 белая ладья · h1 белый король | 6 |
| 5 | c8 чёрный слон · e8 чёрный король · g8 чёрный конь · f6 чёрный ферзь · h6 чёрная пешка · c5 чёрная пешка · e5 чёрный слон · g4 чёрная ладья · a2 белая пешка · b2 белый слон · c2 белая пешка · d2 белый ферзь · e1 белая ладья · h1 белый король | c8 чёрный слон · e8 чёрный король · g8 чёрный конь · f6 чёрный ферзь · h6 чёрная пешка · c5 чёрная пешка · e5 чёрный слон · g4 чёрная ладья · a2 белая пешка · b2 белый слон · c2 белая пешка · d2 белый ферзь · e1 белая ладья · h1 белый король | c8 чёрный слон · e8 чёрный король · g8 чёрный конь · f6 чёрный ферзь · h6 чёрная пешка · c5 чёрная пешка · e5 чёрный слон · g4 чёрная ладья · a2 белая пешка · b2 белый слон · c2 белая пешка · d2 белый ферзь · e1 белая ладья · h1 белый король | c8 чёрный слон · e8 чёрный король · g8 чёрный конь · f6 чёрный ферзь · h6 чёрная пешка · c5 чёрная пешка · e5 чёрный слон · g4 чёрная ладья · a2 белая пешка · b2 белый слон · c2 белая пешка · d2 белый ферзь · e1 белая ладья · h1 белый король | c8 чёрный слон · e8 чёрный король · g8 чёрный конь · f6 чёрный ферзь · h6 чёрная пешка · c5 чёрная пешка · e5 чёрный слон · g4 чёрная ладья · a2 белая пешка · b2 белый слон · c2 белая пешка · d2 белый ферзь · e1 белая ладья · h1 белый король | c8 чёрный слон · e8 чёрный король · g8 чёрный конь · f6 чёрный ферзь · h6 чёрная пешка · c5 чёрная пешка · e5 чёрный слон · g4 чёрная ладья · a2 белая пешка · b2 белый слон · c2 белая пешка · d2 белый ферзь · e1 белая ладья · h1 белый король | c8 чёрный слон · e8 чёрный король · g8 чёрный конь · f6 чёрный ферзь · h6 чёрная пешка · c5 чёрная пешка · e5 чёрный слон · g4 чёрная ладья · a2 белая пешка · b2 белый слон · c2 белая пешка · d2 белый ферзь · e1 белая ладья · h1 белый король | c8 чёрный слон · e8 чёрный король · g8 чёрный конь · f6 чёрный ферзь · h6 чёрная пешка · c5 чёрная пешка · e5 чёрный слон · g4 чёрная ладья · a2 белая пешка · b2 белый слон · c2 белая пешка · d2 белый ферзь · e1 белая ладья · h1 белый король | 5 |
| 4 | c8 чёрный слон · e8 чёрный король · g8 чёрный конь · f6 чёрный ферзь · h6 чёрная пешка · c5 чёрная пешка · e5 чёрный слон · g4 чёрная ладья · a2 белая пешка · b2 белый слон · c2 белая пешка · d2 белый ферзь · e1 белая ладья · h1 белый король | c8 чёрный слон · e8 чёрный король · g8 чёрный конь · f6 чёрный ферзь · h6 чёрная пешка · c5 чёрная пешка · e5 чёрный слон · g4 чёрная ладья · a2 белая пешка · b2 белый слон · c2 белая пешка · d2 белый ферзь · e1 белая ладья · h1 белый король | c8 чёрный слон · e8 чёрный король · g8 чёрный конь · f6 чёрный ферзь · h6 чёрная пешка · c5 чёрная пешка · e5 чёрный слон · g4 чёрная ладья · a2 белая пешка · b2 белый слон · c2 белая пешка · d2 белый ферзь · e1 белая ладья · h1 белый король | c8 чёрный слон · e8 чёрный король · g8 чёрный конь · f6 чёрный ферзь · h6 чёрная пешка · c5 чёрная пешка · e5 чёрный слон · g4 чёрная ладья · a2 белая пешка · b2 белый слон · c2 белая пешка · d2 белый ферзь · e1 белая ладья · h1 белый король | c8 чёрный слон · e8 чёрный король · g8 чёрный конь · f6 чёрный ферзь · h6 чёрная пешка · c5 чёрная пешка · e5 чёрный слон · g4 чёрная ладья · a2 белая пешка · b2 белый слон · c2 белая пешка · d2 белый ферзь · e1 белая ладья · h1 белый король | c8 чёрный слон · e8 чёрный король · g8 чёрный конь · f6 чёрный ферзь · h6 чёрная пешка · c5 чёрная пешка · e5 чёрный слон · g4 чёрная ладья · a2 белая пешка · b2 белый слон · c2 белая пешка · d2 белый ферзь · e1 белая ладья · h1 белый король | c8 чёрный слон · e8 чёрный король · g8 чёрный конь · f6 чёрный ферзь · h6 чёрная пешка · c5 чёрная пешка · e5 чёрный слон · g4 чёрная ладья · a2 белая пешка · b2 белый слон · c2 белая пешка · d2 белый ферзь · e1 белая ладья · h1 белый король | c8 чёрный слон · e8 чёрный король · g8 чёрный конь · f6 чёрный ферзь · h6 чёрная пешка · c5 чёрная пешка · e5 чёрный слон · g4 чёрная ладья · a2 белая пешка · b2 белый слон · c2 белая пешка · d2 белый ферзь · e1 белая ладья · h1 белый король | 4 |
| 3 | c8 чёрный слон · e8 чёрный король · g8 чёрный конь · f6 чёрный ферзь · h6 чёрная пешка · c5 чёрная пешка · e5 чёрный слон · g4 чёрная ладья · a2 белая пешка · b2 белый слон · c2 белая пешка · d2 белый ферзь · e1 белая ладья · h1 белый король | c8 чёрный слон · e8 чёрный король · g8 чёрный конь · f6 чёрный ферзь · h6 чёрная пешка · c5 чёрная пешка · e5 чёрный слон · g4 чёрная ладья · a2 белая пешка · b2 белый слон · c2 белая пешка · d2 белый ферзь · e1 белая ладья · h1 белый король | c8 чёрный слон · e8 чёрный король · g8 чёрный конь · f6 чёрный ферзь · h6 чёрная пешка · c5 чёрная пешка · e5 чёрный слон · g4 чёрная ладья · a2 белая пешка · b2 белый слон · c2 белая пешка · d2 белый ферзь · e1 белая ладья · h1 белый король | c8 чёрный слон · e8 чёрный король · g8 чёрный конь · f6 чёрный ферзь · h6 чёрная пешка · c5 чёрная пешка · e5 чёрный слон · g4 чёрная ладья · a2 белая пешка · b2 белый слон · c2 белая пешка · d2 белый ферзь · e1 белая ладья · h1 белый король | c8 чёрный слон · e8 чёрный король · g8 чёрный конь · f6 чёрный ферзь · h6 чёрная пешка · c5 чёрная пешка · e5 чёрный слон · g4 чёрная ладья · a2 белая пешка · b2 белый слон · c2 белая пешка · d2 белый ферзь · e1 белая ладья · h1 белый король | c8 чёрный слон · e8 чёрный король · g8 чёрный конь · f6 чёрный ферзь · h6 чёрная пешка · c5 чёрная пешка · e5 чёрный слон · g4 чёрная ладья · a2 белая пешка · b2 белый слон · c2 белая пешка · d2 белый ферзь · e1 белая ладья · h1 белый король | c8 чёрный слон · e8 чёрный король · g8 чёрный конь · f6 чёрный ферзь · h6 чёрная пешка · c5 чёрная пешка · e5 чёрный слон · g4 чёрная ладья · a2 белая пешка · b2 белый слон · c2 белая пешка · d2 белый ферзь · e1 белая ладья · h1 белый король | c8 чёрный слон · e8 чёрный король · g8 чёрный конь · f6 чёрный ферзь · h6 чёрная пешка · c5 чёрная пешка · e5 чёрный слон · g4 чёрная ладья · a2 белая пешка · b2 белый слон · c2 белая пешка · d2 белый ферзь · e1 белая ладья · h1 белый король | 3 |
| 2 | c8 чёрный слон · e8 чёрный король · g8 чёрный конь · f6 чёрный ферзь · h6 чёрная пешка · c5 чёрная пешка · e5 чёрный слон · g4 чёрная ладья · a2 белая пешка · b2 белый слон · c2 белая пешка · d2 белый ферзь · e1 белая ладья · h1 белый король | c8 чёрный слон · e8 чёрный король · g8 чёрный конь · f6 чёрный ферзь · h6 чёрная пешка · c5 чёрная пешка · e5 чёрный слон · g4 чёрная ладья · a2 белая пешка · b2 белый слон · c2 белая пешка · d2 белый ферзь · e1 белая ладья · h1 белый король | c8 чёрный слон · e8 чёрный король · g8 чёрный конь · f6 чёрный ферзь · h6 чёрная пешка · c5 чёрная пешка · e5 чёрный слон · g4 чёрная ладья · a2 белая пешка · b2 белый слон · c2 белая пешка · d2 белый ферзь · e1 белая ладья · h1 белый король | c8 чёрный слон · e8 чёрный король · g8 чёрный конь · f6 чёрный ферзь · h6 чёрная пешка · c5 чёрная пешка · e5 чёрный слон · g4 чёрная ладья · a2 белая пешка · b2 белый слон · c2 белая пешка · d2 белый ферзь · e1 белая ладья · h1 белый король | c8 чёрный слон · e8 чёрный король · g8 чёрный конь · f6 чёрный ферзь · h6 чёрная пешка · c5 чёрная пешка · e5 чёрный слон · g4 чёрная ладья · a2 белая пешка · b2 белый слон · c2 белая пешка · d2 белый ферзь · e1 белая ладья · h1 белый король | c8 чёрный слон · e8 чёрный король · g8 чёрный конь · f6 чёрный ферзь · h6 чёрная пешка · c5 чёрная пешка · e5 чёрный слон · g4 чёрная ладья · a2 белая пешка · b2 белый слон · c2 белая пешка · d2 белый ферзь · e1 белая ладья · h1 белый король | c8 чёрный слон · e8 чёрный король · g8 чёрный конь · f6 чёрный ферзь · h6 чёрная пешка · c5 чёрная пешка · e5 чёрный слон · g4 чёрная ладья · a2 белая пешка · b2 белый слон · c2 белая пешка · d2 белый ферзь · e1 белая ладья · h1 белый король | c8 чёрный слон · e8 чёрный король · g8 чёрный конь · f6 чёрный ферзь · h6 чёрная пешка · c5 чёрная пешка · e5 чёрный слон · g4 чёрная ладья · a2 белая пешка · b2 белый слон · c2 белая пешка · d2 белый ферзь · e1 белая ладья · h1 белый король | 2 |
| 1 | c8 чёрный слон · e8 чёрный король · g8 чёрный конь · f6 чёрный ферзь · h6 чёрная пешка · c5 чёрная пешка · e5 чёрный слон · g4 чёрная ладья · a2 белая пешка · b2 белый слон · c2 белая пешка · d2 белый ферзь · e1 белая ладья · h1 белый король | c8 чёрный слон · e8 чёрный король · g8 чёрный конь · f6 чёрный ферзь · h6 чёрная пешка · c5 чёрная пешка · e5 чёрный слон · g4 чёрная ладья · a2 белая пешка · b2 белый слон · c2 белая пешка · d2 белый ферзь · e1 белая ладья · h1 белый король | c8 чёрный слон · e8 чёрный король · g8 чёрный конь · f6 чёрный ферзь · h6 чёрная пешка · c5 чёрная пешка · e5 чёрный слон · g4 чёрная ладья · a2 белая пешка · b2 белый слон · c2 белая пешка · d2 белый ферзь · e1 белая ладья · h1 белый король | c8 чёрный слон · e8 чёрный король · g8 чёрный конь · f6 чёрный ферзь · h6 чёрная пешка · c5 чёрная пешка · e5 чёрный слон · g4 чёрная ладья · a2 белая пешка · b2 белый слон · c2 белая пешка · d2 белый ферзь · e1 белая ладья · h1 белый король | c8 чёрный слон · e8 чёрный король · g8 чёрный конь · f6 чёрный ферзь · h6 чёрная пешка · c5 чёрная пешка · e5 чёрный слон · g4 чёрная ладья · a2 белая пешка · b2 белый слон · c2 белая пешка · d2 белый ферзь · e1 белая ладья · h1 белый король | c8 чёрный слон · e8 чёрный король · g8 чёрный конь · f6 чёрный ферзь · h6 чёрная пешка · c5 чёрная пешка · e5 чёрный слон · g4 чёрная ладья · a2 белая пешка · b2 белый слон · c2 белая пешка · d2 белый ферзь · e1 белая ладья · h1 белый король | c8 чёрный слон · e8 чёрный король · g8 чёрный конь · f6 чёрный ферзь · h6 чёрная пешка · c5 чёрная пешка · e5 чёрный слон · g4 чёрная ладья · a2 белая пешка · b2 белый слон · c2 белая пешка · d2 белый ферзь · e1 белая ладья · h1 белый король | c8 чёрный слон · e8 чёрный король · g8 чёрный конь · f6 чёрный ферзь · h6 чёрная пешка · c5 чёрная пешка · e5 чёрный слон · g4 чёрная ладья · a2 белая пешка · b2 белый слон · c2 белая пешка · d2 белый ферзь · e1 белая ладья · h1 белый король | 1 |
|   | a | b | c | d | e | f | g | h |   |

В начале фильма (на 5-й минуте) главный герой состязается с компьютером Apple II с надписью на системном блоке «Шахматный волшебник» (англ. «Chess wizard») в шахматы. Это программа Chess88, созданная Доном Бергом (англ. Don Berg). Ни одна версия этой программы (например «Анацефал 1» для «Агат») не имела функции голосовых комментариев, только звуки ходов, взятия, шаха или мата. По другим сведениям, это могла быть программа Sargon II. Уже через полминуты, после голосового объявления ходов, ни в этой, ни в следующей расстановке едва ли возможных, на экране появляется совершенно другая партия. В обеих партиях компьютер имеет материальное и позиционное преимущества. После объявления мата, чего чёрные могут достичь во второй партии за два, но никак не за один ход, главный герой ломает шахматный компьютер путём выливания в системный блок из стакана виски J&B со льдом якобы за обманные приёмы.

## Комментарии
1. ↑  В фильме снимался пёс по кличке Джед. Он был помесью аляскинского маламута и волка. Однако в начальной сцене преследования собаки норвежцами на вертолёте по снежной пустыне снималась другая собака, загримированная окрасом под Джеда.
2. ↑  В добавленной сцене коллекционного издания фильма на DVD герои находили трупы нескольких полярников.
3. ↑  В одном из интервью Карпентер признался, что, в действительности, не уверен, было ли существо пилотом корабля, «домашним питомцем» или паразитирующим организмом, который и стал причиной гибели экипажа. Однако не вызывает сомнения интеллект «нечто», которое почти построило летательный аппарат для отбытия на «материк». Ранний сценарий приквела 2011 года показывал, что существо было зоологическим образцом из числа тех, которые на других планетах собрали пилоты корабля, но само существо было таким же носителем молекул «нечто», а не его истинной формой. Во время пути существо вырвалось на свободу. После того, как почти весь экипаж был убит (сожжён или убит ассимиляцией «нечто)», последний живой пилот направил корабль на Землю и покончил с собой, рассчитывая, что «нечто» погибнет при посадке. Существо переживает посадку, но видимо сохраняя остатки разума, намеренно выходит наружу, чтобы замёрзнуть и не дать «нечто» распространиться по планете. Вся сюжетная линия была снята лишь частично и была забракована после тест-просмотров.
4. ↑  Как рассказывают Джон Карпентер и Курт Рассел в аудиокомментариях к фильму «Нечто» на DVD, они не знают, кто из персонажей и когда был поглощён пришельцем (разумеется, кроме сцены, где Беннингс был захвачен щупальцами останков «нечто» на складе). Известно лишь, что «нулевым пациентом» был некто, чей силуэт виден на стене комнаты, в которую входит заражённая собака. Изначально данная сцена была снята с участием Дэвида Кленнона (Палмер), но его тень была слишком узнаваемой, а Карпентер хотел, чтобы зрители пребывали в таком же незнании, как и герои фильма, поэтому сцена была переснята с участием постороннего человека — силуэт принадлежит постановщику трюков Дику Уорлоку.
5. ↑  В приквеле 2011 года выясняется, что пилота-норвежца звали Матиас.
6. ↑  В приквеле 2011 года выясняется, что норвежца звали Ларс и он не смог объясниться с исследователями, поскольку не владел английским языком.